# ラインラント福音主義教会
ラインラント福音主義教会（ドイツ語:  Evangelische Kirche im Rheinland ）(EKIR)はドイツ福音主義教会 (EKD)を構成する20の福音主義州教会の一つである。他の州教会と同様に、ラインラント福音主義教会も公法上の社団である。州教会事務局をノルトライン・ヴェストファーレン州のデュッセルドルフに置いている。ラインラント福音主義教会には約219万(2024年1月1日現在)の教会員がおり、37の教会地区と576の教会共同体によって運営されている。ラインラント福音主義教会はルター派と改革派教会による合同教会であり、福音合同教会 (UEK)に加盟している。神学アカデミーと呼ばれる州教会研修所がボン近郊のバート・ゴーデスベルクにある。

## 州教会管轄地域
プロイセン王国のライン州（Rheinprovinz）と呼ばれていた地域が、現在のラインラント福音主義教会の管轄地域である。第1次世界大戦後の王制廃止後の1918年から1946年までは、プロイセン州ライン・プロヴィンツ(州)と呼ばれていた。第2次世界大戦後、プロイセン州が廃止され、ライン・プロヴィンツ(州)はノルトライン・ヴェストファーレン州、ラインラント・プファルツ州、ザールラント州に再編された。ライン・プロヴィンツ(州)東側にあった飛び地ヴェッツラー郡は1932年にヘッセン＝ナッサウ州に編入され、1945年以降はヘッセン州に属しているが、ラインラント福音教会の管轄地のままである。従って、ラインラント福音主義教会の管轄地域はラインラント地域の４州に広がっている。
- ノルトライン・ヴェストファーレン州 デュッセルドルフ行政管区 (フェルバート市ニーレンホーフ地区は含まない)、ケルン行政管区全域、ミュンスター行政管区 レックリングハウゼン郡ドルステンのハルト地区、イッセルブルクのアンホルト地区、アルンスベルク行政管区のジーゲン＝ヴィトゲンシュタイン郡 ノインキルヒェンのシュトルトヒュッテン地区がラインラント福音主義教会の管轄地域になる。

- ラインラント＝プファルツ州では2000年に廃止されたコブレンツ行政管区、トリーア行政管区のあった州北部地域がラインラント福音主義教会の主な管轄地域になる。アルテンキルヒェン郡ムダースバッハとブラヒバッハはヴェストファーレン福音主義教会の管轄地域(ジーゲン教会地区ニーダーシェルデン教会共同体)に属している[6]。

- ザールラント州のメルツィヒ＝ヴァーダーン郡、ノインキルヒェン郡、ザールルイ郡の全域、ザールブリュッケン都市連合全域がラインラント福音主義教会の管轄であるが、ザールブリュッケン市エンスハイム地区、ズルツバッハ市シュナパッハ地区はプファルツ福音主義教会管轄になる。ニーダーキルヒェン地区、ホオフ地区、オスターブリュッケン地区、ブーバッハ地区、ザール地区、マルト地区を除くザンクト・ヴェンデル郡全域とザールプファルツ郡のザンクト・イングベルト市レントリッシュ地区はラインラント福音主義教会の管轄地域である。

- ヘッセン州のラーン＝ディル郡とギーセン郡、ヴェッテラウ郡にもラインラント福音主義教会の管轄地域が存在している。ヘッセン州の一部地域がプロイセン王国ラインラント州の飛び地であったため、ラインラント教会の管轄地になっている歴史的事情がある。ラーン＝ディル郡のアスラー市、エーリングスハウゼン、ホーエンアール、ヒュッテンベルク、ロイン、シェッフェングルント、ゾルムスとフィリップシュタイン地区とアルテンキルヒェン地区除くブラウンフェルス市、ヴァルトギルメス地区を除くラーナウ、ナウンハイム地区とヘルマンシュタイン地区を除くヴェッツラー市がラインラント福音主義教会の管轄地域である。加えて、グライフェンシュタインのアレンドルフ、ホルツハウゼン、ウルム地区、ミッテンアールのバラースバッハ地区、ジンのエーディンゲン地区、ヴァルトゾルムスのグリーデルバッハ地区とクラフトゾルムス、クレッフェルバッハ地区もラインラント福音主義教会の管轄地域である。ギーセン郡 ギーセン市リュツェリンデン地区、ヴェッテンベルク、ラングゲンスドルンホルツハウゼン地区、ニーダークレーン地区、オーバークレーン地区、ロラー市オーデンハウゼン地区とザルツベーデン地区もラインラント福音主義教会の管轄地域である。ヴェッテラウ郡のブッツバッハ市エバースゲーンス地区も管轄地域である。

## 歴史
1800年以前、ラインラント地方における福音主義教会の管轄地は大小の諸侯の領有地であったため複雑な変遷を経ていた。その大半がローマ・カトリック教会の司教領であるケルン大司教領、トリーア大司教領、プファルツ選帝侯領、およびユーリヒ＝クレーフェ＝ベルク連合公国、 プファルツ＝ツヴァイブリュッケン公国に属していた。

### 宗教改革開始期
宗教改革以前において、ラインラント地方ではベギン会のような半聖半俗の信徒組織が存在しており、ローマ・カトリック教会の恩恵論とローマ教皇の権威が対峙していた状況であった。ヨハン・フォン・ゴッホ(1400–1475年)とヨハン・ヴェッセル(1419–1489)をニーダーライン地方の宗教改革の先駆者として見なすことも可能である。ドイツとその周辺に起きていた〈新しい信仰Devotio moderna〉と呼ばれる敬虔主義的運動とスコラ学的普遍論争とルネサンス的人文主義がこの地での宗教改革の下地になっていた。
95ヶ条の論題提示以前に、マルティン・ルター (1483–1546)は聖アウグスチノ修道会総会使者として1512年4月/5月にケルンに来ていた。1520年、ローマ教皇外交使節枢機卿ジローラモ・アレアンドロ(1480–1542)がルターの書をケルン大聖堂前で焼却している。
しかしながら、マルティン・ルターはドイツ西部において支持者を見出していた。1520年以降、ライン地方出身者のヴィッテンベルク大学入学が許可されていた。1520年代初めにユーリッヒ出身のヨハン・カンパヌス、殉教者アドルフ・クラーレンバッハ(1497–1529)、ニーダーライン地方出身のルター派神学者ハインリヒ・ヒンメル(1486–1529)、再洗礼派神学者ゲルハルト・ヴェスターブルク、ケルン出身の初期ルター派神学者テオドール・ファブリツィウス(1501–1570)、バート・クロイツナハ郡マイゼンハイム出身のニコラウス・ファーバーがこの地域に登場していた。1523年、聖アウグスチノ修道会出身のヨハネス・ファン・エスヒェンは僚友ヘンドリック・ボスと共にプロテスタントの教説を説教したことを理由にブリュッセルで殉教死を遂げた。

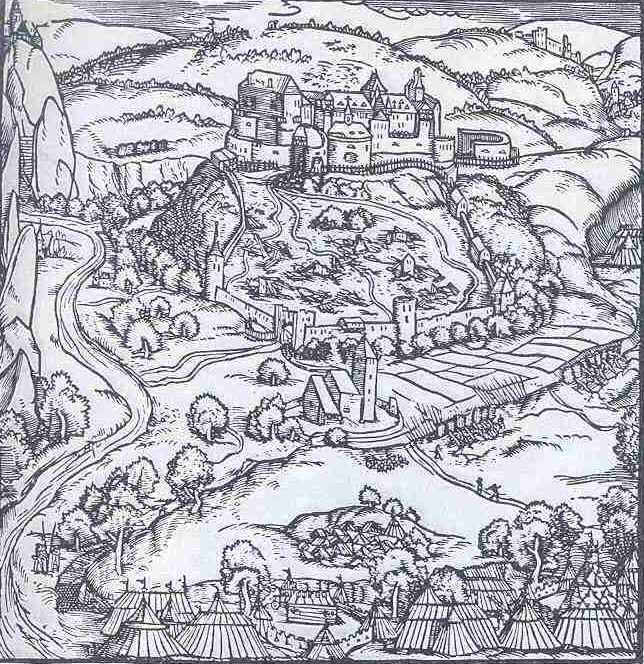
エーベルンブルク城1523

ヘルマン・フォン・ノイエンアール(1492–1530)、ヨハネス・カエサリウス(1468–1550)、コンラート・ヘレスバッハ(1496–1576)らラインラントの著名な人文主義者たちは、ヴィッテンベルクのマルティン・ルターやフィリップ・メランヒトン (1497–1560)やチューリッヒのハインリヒ・ブリンガー (1504–1575)らと書簡をやり取りしており、一部には面識を持つ者もいた。
ラインラント地方の支配層の中には最初期の宗教改革運動に目を向ける者もいた。プファルツ選帝侯領 バート・クロイツナハ近郊のエーベルンブルク城で生まれた帝国騎士フランツ・フォン・ジッキンゲン(1481–1523)は、1522年6月エーベルンベルク城にて宗教改革者ヨハネス・エコランパッド(1482–1531)司式の下でパンと葡萄酒による二種陪餐の聖餐を受け入れた。帝国騎士で人文学者であるウルリヒ・フォン・フッテン (1488–1523)、プロテスタント神学者マルチン・ブツァー (1491–1551)、ヨハン・シュウェーベル(1490–1540)、カスパル・ヘディオ(1494–1552)らが宗教改革陣営に加わった。フランツ・フォン・ジッキンゲンの領地であったノルハイムとトライゼン(現在のラインラント＝プファルツ州)は現在ラインラント福音教会(ナーエ・ウント・グラン教会地区)の管轄地である。

### 第1回シュパイアー帝国議会(1526年)からアウクスブルクの和議(1555年)まで

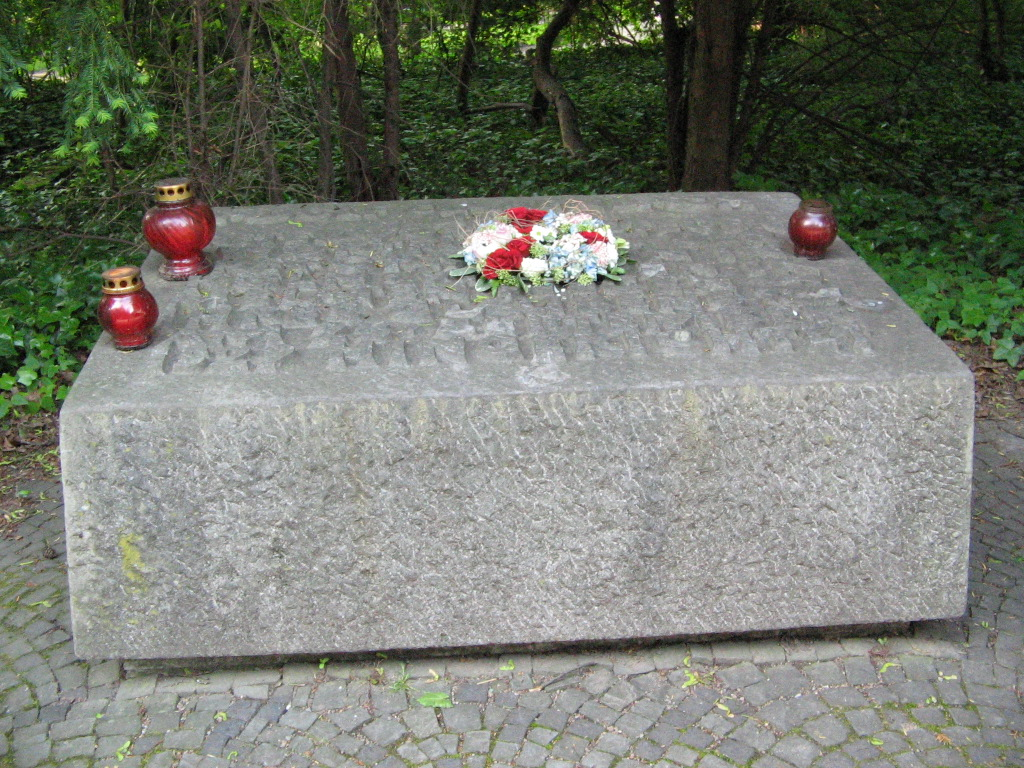
アドルフ・クラーレンバッハとペター・フリーステーデン殉教記念碑(ケルン・メルテン墓地)

1521年のヴォルムス帝国議会で決定されていたルター派禁止の決議であるヴォルムス勅令を、1526年の第1回シュパイアー帝国議会が事実上保留することを決定した。これによって、ヘッセン方伯領、ザンクト・ゴアー、レンス、カッツェンエルンボーゲン伯領プファルツフェルト(コブレンツ教会地区)、ヴェッテラウ郡 (ヴェッツラー教会地区)に宗教改革が導入された。ヴェッツラー周辺においてアダム・クラフト(1493–1558)の影響によって宗教改革が導入された。
マールブルク会談へ向かう途中の1529年にチューリッヒの宗教改革者フルドリッヒ・ツヴィングリとマルチン・ブツァーはバート・クロイツナハ近郊のマイゼンハイムとザンクト・ゴアーに滞在した。1529年9月28日にアドルフ・クラーレンバッハとペター・フリーステーデンはケルンのメルテン墓地で福音主義を奉じる異端者として焚刑に処せられた。
フェルデンツ伯領もしくはプファルツ＝ツヴァイブリュッケン公国において、1523年に宮廷説教者ヨハン・シュヴェーベルがマルチン・ブツァーの影響を受けた宗教改革を導入した。さらにヴィッテンベルクで福音主義神学を学んだニコラウス・ファーバーも加わった。1526年の聖霊降臨日にパンと葡萄酒による二種陪餐聖餐式がおこなわれ、1533年に宗教改革が明確な形でこの地に導入された(現在のジンメン＝トラーバッハ教会地区、オーベレ・ナーエ教会地区、トリーア教会地区)。
ラインラント地方で神聖ローマ皇帝カール5世に対抗した新教徒諸侯が結成したシュマルカルデン同盟に加わった地域はヘッセン方伯領(1531年から)とナッサウ＝ヴァイルブルク(1537年から) (現在のヴェッツラー教会地区)のみであった。プファルツ選帝侯とユーリヒ＝クレーフェ＝ベルク連合公国はシュマルカルデン同盟に宥和的態度をとり、近い位置にあった。
大司教領世俗化という目論見を持ったケルン大司教ヘルマン・フォン・ヴィート(1477–1552; 在位 1515–1547)もシュマルカルデン同盟を一応支持した。
1541年以降、プファルツ＝ジンメルン家は改革派信仰を受け入れ、ミッテルライン地方(現在のジンメン＝トラーバッハ教会地区とコブレンツ教会地区の一部)、いわゆるライン渓谷中流上部のバッハラッハとその周辺に改革派信仰を導入した。ヘッセンのヴェッツラーとニーダーラインのヴェセルは1542年に宗教改革を導入した。同じくライン渓谷中流上部のヴィート侯国には1542年から1556年にかけて宗教改革が導入された(現在のヴィート教会地区)。クレーフェ公国に属した歴史を持ち、1290年に帝国自由都市になったニーダーラインの主要都市デュースブルクは1543年に宗教改革を導入した。なお、デュースブルクでは改革派教会が支配的で、ルター派教会の設立は1727年まで許されなかった。ザルム伯領は1543年前後に宗教改革を導入した。アーヘンでは1544年に福音主義教会が設立されたが、1614年まで市域に住む全ての改宗者は追放された。デュースブルク北部のマイデリッヒ＝ベークにも宗教改革は導入され、1546/47年にはその足場が固められた。1548年前後にライン伯領にルター派宗教改革が導入された(現在のオーベレ・ナーエ教会地区イダー＝オーバーシュタイン周辺地区)。1552年以降にギンボルン伯領にルター派宗教改革が導入された(現在のアン・デア・アガー教会地区、グンマースバッハ周辺)。
ゾルムス伯領ブラウンフェルス (ヘッセン) |ブラウンフェルスではゾルムス伯が1547年に福音主義の牧師を擁護し、改革派が定着した(現在のブラウンフェルス教会地区)。

### アウクスブルクの和議(1555)以降

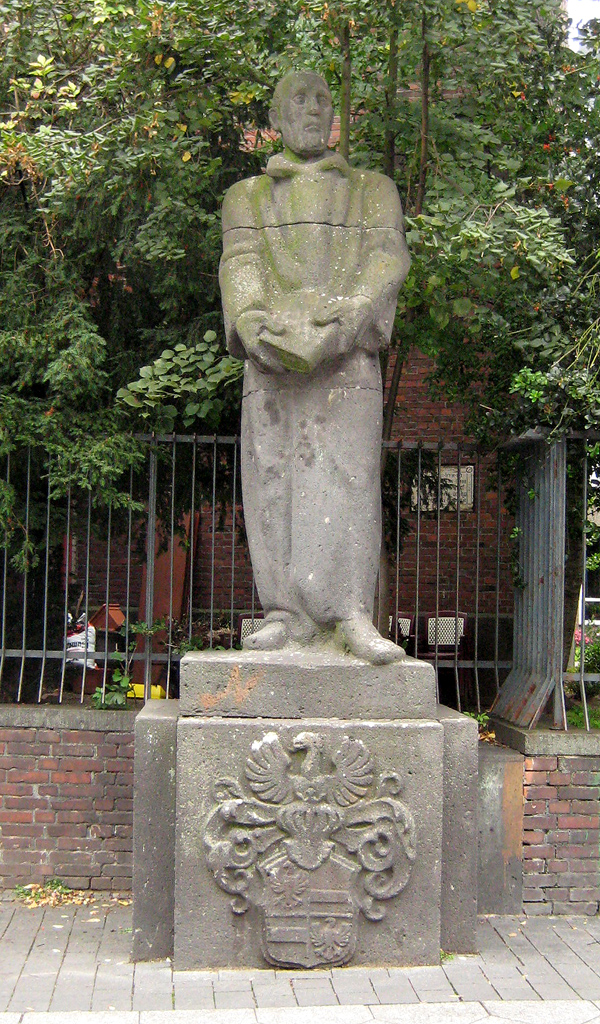
メールス伯領に宗教改革を導入したヘルマン・フォン・ノイエンアール

アウクスブルクの和議の1555年の後、シュポンハイム伯領の3/5 を支配していたフリードリヒ3世(1559年からプファルツ選帝侯)は1557年になって宗教改革を導入した(現在のラインラント福音主義教会ナーエ・ウント・グラン教会地区とジンメン＝トラーバッハ教会地区)。しかしながら、カトリックのバーデン・バーデン辺境伯領との共同統治地域が1569年から存続してしまい、統治と同様に宗教政策もその影響を受けた。1685年以降、プファルツ選帝侯領はローマ・カトリック教会信徒のプファルツ＝ノイブルク公に相続された。それに対抗する形で、1771年までバーデン・バーデン辺境伯領は新教徒のバーデン＝ドゥルラハ辺境伯に統治されることになった(バーデン)。
同様に、シュポンハイム伯領はプファルツ選帝侯、続いてプファルツ＝ジンメルン家との共同統治になり、1559年から改革派のプファルツ＝ツヴァイブリュッケン公国、1569年からプファルツ＝ビルケンフェルト家、1776年以降バーデン辺境伯領になった。共同統治に際して、法的には同様の権利を有し、プファルツ選帝侯領は宗教問題に関して主張を曲げることはなかった。プファルツは1559年の段階で、熱心な改革派のフリードリヒ3世がプファルツ選帝侯になった。その中でモーゼル川流域側のトラーベン＝トラーバッハ地域はプファルツ＝ビルケンフェルト家に統治され、ルター派に留まった(現在のジンメン＝トラーバッハ教会地区)。なお、トラーベン＝トラーバッハはカトリック教会が支配的なモーゼル川流域において福音主義教会の強い孤島的存在である。
1560年、ニーダーラインのメールス伯領では宗教改革が導入され、翌1561年にヘルマン・フォン・ノイエンアール(1553–1578年)によって、改革派教会戒規が導入された(現在のメールス教会地区、クレーフェルト教会地区)。1561年にはザイン伯領(現在のアルテンキルヒェン教会地区、コブレンツ教会地区)に宗教改革が導入された。同じ時期にクヴァット家が支配していたバート・ノイエンアール＝アールヴァイラー (現在のバート・ゴーデスベルク＝フォアアイフェル教会地区、コブレンツ教会地区)にも宗教改革が導入されたが、この地は現在ではカトリック教会が多数派に戻っている。1563年にはエッセンにも地元のカトリック大修道院の抵抗を排して宗教改革が導入された。同年、オーバーベルギッシャー郡グンマースバッハ周辺(今日のアン・デア・アガー教会地区)にも宗教改革が導入された。
1574年にザールブリュッケン伯領(今日のザール東、ザール西教会地区)に宗教改革導入が試みられたが、1680年のフランスのザール占領によってルイ14世の意図した再カトリック化が成功した結果、福音主義教会はほぼ壊滅した。ザールラントは今日連邦州の一員になっているが、福音主義信徒は少数派のままである。ザールラント以外にも再カトリック化が成功した地域としてグンマースバッハを中心とするオーバーベルギッシャー郡(今日のアン・デア・アガー教会地区)があり、地域で27万の住民がいるが福音主義信徒は9万人弱程度になっている。
ユーリヒ＝クレーフェ継承戦争 後、1614年にクサンテン条約 (en) を結び、カトリック信徒のプファルツ＝ノイブルク公 ヴォルフガング・ヴィルヘルムがユーリヒ＝ベルク公国を、ブランデンブルク選帝侯ヨハン・ジギスムントがクレーフェ公国、マルク伯領およびラーフェンスベルク伯領を手に入れた。この結果、マルク伯領であった地域でプロイセン王国の影響下でプロテスタント信仰が定着した(今日のオーバーハウゼン、エッセン、ヴッパータール教会地区)。
八十年戦争 (1568年‐1648年)、もしくは三十年戦争 (1618年‐1648年)、仏蘭戦争 (1672年－1684年)、再統合戦争 (1683年‐1684年)、プファルツ継承戦争 (1688年‐1697年)がおこなわれた結果、戦地になったラインラント地方は荒廃してしまった。とりわけ、ライン下りの周遊船で有名なライン・オーバーラント地方(ボンの南を起点に上流に向かってライン河の両岸に100km程に広がる細長いライン川中流部を含む)は何度も占領軍によって支配され、しばしば教派の支配関係も変遷した。
宗教戦争としての性格をしばしば有していたこれらの戦争の結果、オランダ人、ワロン人、フランス人新教徒移民がラインラント地方に流入した。独立した避難民居住区がアーヘン、ブルトシャイト、ヴェセル、エメリッヒ、クレーフェ、レース、ビューデリッヒ、デュースブルク、ケルン、ルートヴァイラー、ラインラント福音主義教会の飛び地であるヘッセン州ヴェッツラーにも作られた。これらの居住区の一部は19世紀初めまで存続していた。
1655年、古デュースブルク大学がブランデンブルク＝プロイセンのフリードリヒ・ヴィルヘルム大選帝侯によって設立された。当時のニーダーライン地方の住民の３分の1は改革派信徒であり、古デュースブルク大学はその影響を受け、改革派の大学としての性格を持っていた。そのため、ラインラントに住むルター派やカトリック教徒たちは他の地域の大学に進学していた。とりわけ、ラインラントのルター派は1621年に設立されたアルザスのストラスブール大学に進学した。このような教派に分断された大学の状況は問題視され、1818年にプロイセンのフリードリヒ・ヴィルヘルム3世によって改革派色の強い古デュースブルク大学は廃校になり、大学図書館蔵書の大部分は、同年にボンに新設されたボン大学へ移された。ボン大学には福音主義神学部とカトリック神学部も設立され、ラインラントの福音主義教会牧師やカトリック教会司祭を養成する体制が作られた。現在デュースブルクにある大学は、その後の1891年に設立されたもので、2003年にエッセン大学と合併されてデュースブルク＝エッセン大学となった。

### 神聖ローマ帝国内カトリック地域における発展

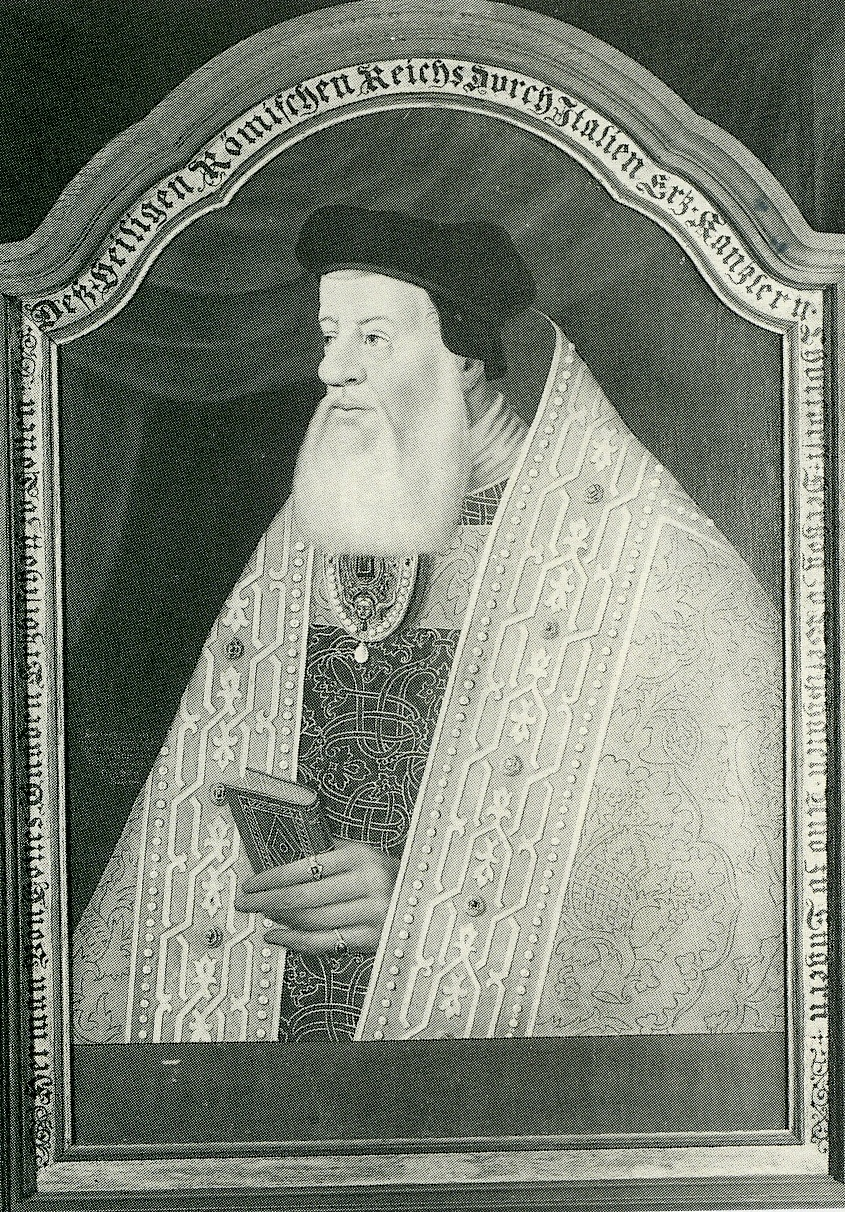
ケルン宗教改革に失敗したヘルマン・フォン・ヴィート

宗教改革の導入が始まった当初は、カトリック信仰の強いラインラントであっても、福音主義教会共同体は比較的寛大な扱いを受けた。1527年2月19日、ベルク公国の首都デュッセルドルフでルター派神学者フリードリヒ・ミュコニウス(1490年‐1546年)とフランシスコ会原始会則派コルバッハ修道院のヨハン・ヘラーとの間で宗教的対論が開催された。デュッセルドルフ市内のミュコニウス通りはプロテスタントによる最初の説教をしたミュコニウスを記念して命名された。
1530年から1540年にかけて福音主義教会共同体がユーリヒ公国で散発的に設立された(今日のユーリヒ教会地区)。1540年から1550年にかけてクレーフェ公国 (現在のクレーフェ、ヴェーゼル、デュースブルク教会地区)、1550年頃にはヴェルデン修道院付近(現在のエッセン、ミュールハイム・アン・デア・ルール教会地区)で、1550年から1560年頃にはベルク公国 (現在のデュッセルドルフ、デュッセルドルフ‐メットマン、ヴッパータール、ニーダーベルク、レンネップ、ゾーリンゲン、ケルン-ライン右岸、アン・ジーク・ウント・ライン教会地区)でも福音主義教会共同体が設立された。
とりわけ、ユーリヒ＝クレーフェ＝ベルク連合公国の宗教政策はヨハン平和公と呼ばれたヨハン3世 (1490–1539)とヴィルヘルム5世 (1516–1592)の下でドイツ人文主義とエラスムス主義を調停する信念で統治が為された。その影響の下で　人文主義者で宗教改革者であったフィリップ・メランヒトンの協力を得た上で、1532年と1533年にこの地のキリスト教会の教憲が制定された。 ユーリヒ＝クレーフェ＝ベルク公ヴィルヘルム5世は1543年から1570年までパンと葡萄酒による二種陪餐聖餐を受け、福音主義教会牧師を受け入れていた。1564年にはヴィルヘルム5世は人文主義者ゲオルク・カサンドロスによる宗教宥和的勧告を受けて、共に教会改革に踏み出していた。1567年1月12日から21日まで、デュッセルドルフにてミュンスター司教のヴィルヘルム・ケテラー(1512–1582)を議長とする宗教に関する協議会が開催された。そこにはローマ・カトリック教会、ルター派、改革派教会の神学者、政治家合わせて28人が参加した。1568年、オランダ人避難民共同体の代表者は、オランダ教会の教憲を持ったヴェセル教会会議をこの地で形成した結果、長老制や教会総会というオランダ改革派の教会制度がユーリヒ＝クレーフェ＝ベルク連合公国のドイツ人教会共同体にまで広がった。しかしながら、多くの新教徒を処刑したスペインの第3代アルバ公爵 フェルナンド・アルバレス・デ・トレド (1507–1582)が1567年に近接する属領ネーデルラントの総督となった結果、ユーリヒ＝クレーフェ＝ベルク公ヨハン・ヴィルヘルムによる統治下での寛容政策も終焉を遂げた。
ケルン大司教ヘルマン・フォン・ヴィート(1477–1552)とゲプハルト・トゥルホゼス・フォン・ヴァルトブルク(1547–1601)の下で、1542年から1547年(フィリップ・メランヒトンとマルチン・ブツァーも参与)と1582年から1589年までおこなわれた2度のケルン大司教領への宗教改革導入はカトリック教会の組織的抵抗を受け挫折した。
1559年、ハイデルベルク信仰問答作成にも加わった改革派神学者カスパル・オレヴィアーヌス(1536–1587)によるトリーアでのプロテスタント教会設立の試みは、この地をカトリック司教領として支配していたトリーア大司教によって叩き潰された。モーゼル川流域の由緒ある歴史を持つトリーアにおいて、福音主義教会が本格的に宣教できるようになったのは、プロイセン王国への併合以降である。現在においてもトリーア地区はローマ・カトリック教会がドイツで最も強い地域の一つと言われ、福音主義信徒は住民の1割程度に過ぎない。

### ユーリヒ＝クレーフェ継承戦争とプファルツ＝ノイブルクとブランデンブルク＝プロイセン間の宗教的和解

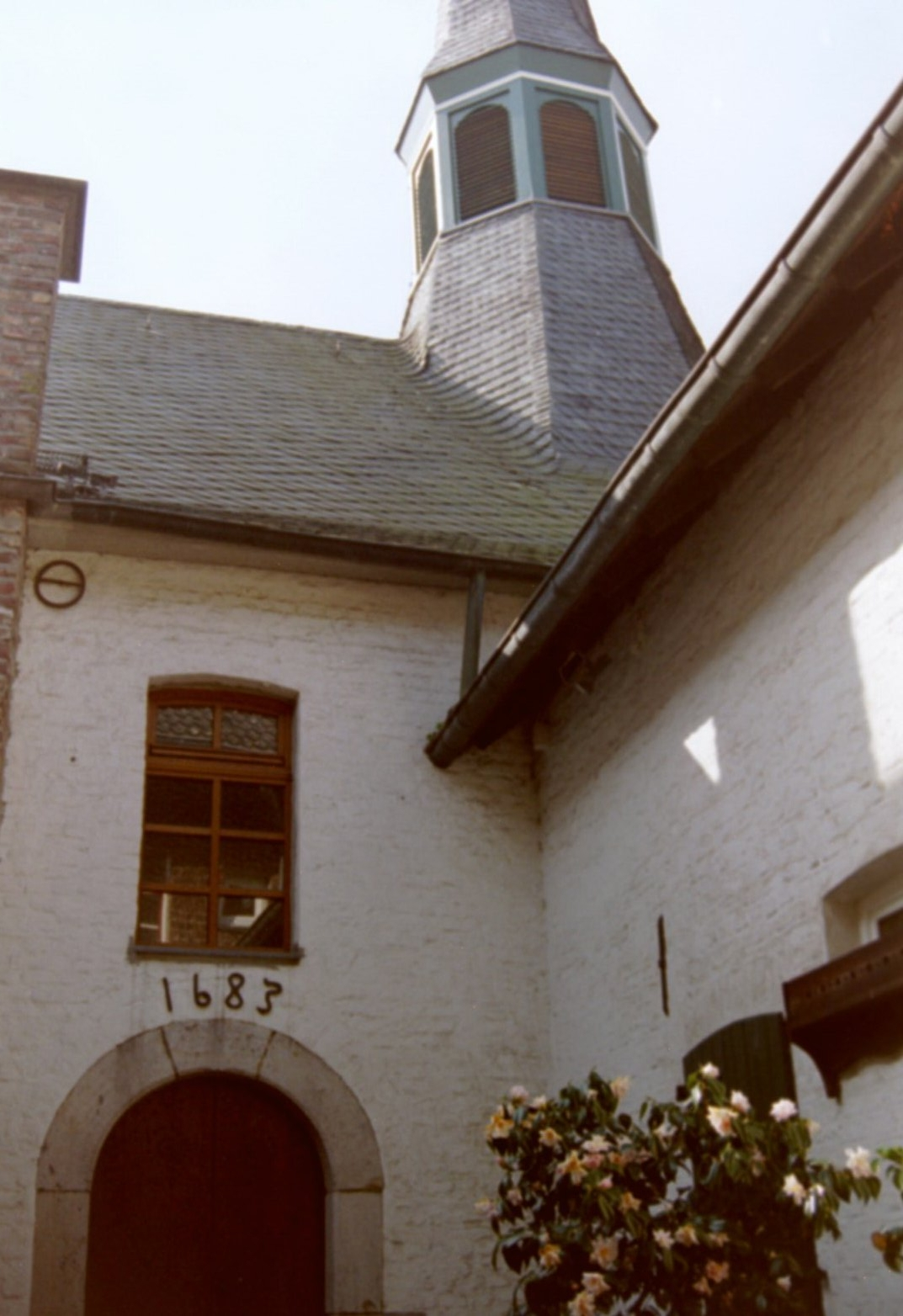
レーフェニヒ福音
主義宮廷教会(1683)

1609年、ヨハン3世の孫のヨハン・ヴィルヘルムが男子のないまま死亡したため、ユーリヒ＝クレーフェ＝ベルク連合公国の統治者の家系は断絶した。そのため、この連合公国は短期間であるが福音主義信仰を持つ選帝侯に支配された。ユーリヒ＝クレーフェ継承戦争の間、ブランデンブルク選帝侯ヨハン・ジギスムント (1572–1620)、および1610年の聖霊降臨日に改革派に改宗した弟で、デュッセルドルフにいた辺境伯エルンスト・フォン・ブランデンブルク(1583–1613)、改革派(1613年にカトリックに密かに改宗)のプファルツ＝ノイブルク公 フィリップ・ルートヴィヒは1609年にドルトムント協定を結び、暫定的にユーリヒ＝クレーフェ＝ベルク連合公国を共同統治した。この間、1610年9月にデュースブルク救世主教会で改革派総会が開催された。1612年にはユーリヒ、ディンスラーケン、ウンナでユーリヒ＝クレーフェ＝ベルク連合公国、マルク伯領の最初のルター派教会総会が開催された。
ブランデンブルク選帝侯領とプファルツ＝ノイブルク公領の間でユーリヒ＝クレーフェ継承戦争（三十年戦争の前哨戦の一つとされる）が勃発したが、1614年のクサンテン条約 (en) で妥協が成立した。ブランデンブルクが連合公国内の新教徒領邦（クレーフェ、マルク、ラーフェンスベルク）を、プファルツ＝ノイブルクがカトリック領邦（ユーリヒとベルク）を相続した。クレーフェ、マルクにおける統治は、1613年、ブランデンブルク選帝侯ヨハン・ジキスムントがルター派から改革派への改宗した上で、翌1614年に改革派の強い領邦クレーフェ、マルク、ラーフェンスベルクを相続した。プファルツ＝ノイブルク公 フィリップ・ルートヴィヒも1613年に改革派からローマ・カトリックに秘密裏に改宗し、翌年1614年にはこの改宗を公にした上で、カトリック領邦（ユーリヒとベルク）を相続した。
ユーリヒ公国とベルク公国はフィリップ・ルートヴィヒの長男ヴォルフガング・ヴィルヘルムが手に入れた。1666年と1672年にプファルツ＝ノイブルクとブランデンブルク＝プロイセンの間で宗教協約が結ばれ、ユーリヒとベルクに住む福音主義信徒は信仰告白の自由とカトリック市民と同様な市民的権利を得た。1672年の宗教協約において、両領邦は独自の信仰告白を維持することを承認した。カトリックと新教徒陣営間で生じた問題は、1683年のノイスと1697年のラインベルクにおける宗教協議の席上で調停された。その間におけるユーリヒ公国とベルク公国における福音主義信仰は単に黙認されていたに過ぎず、 福音主義教会は教会としての外見をもった会堂を建築することは許されず、普通の家屋か宮廷教会の裏庭で礼拝を守ることを強いられた。

### レイスウェイク条約とプファルツ選帝侯領
プファルツ選帝侯領において、1685年以降のカトリック選帝侯の下で改革派とルター派教会は長老会を組織し、ハイデルベルクもしくはデュッセルドルフに教会管理者を置いた。レイスウェイク条約締結後の1697年以降、プファルツ選帝侯フィリップ・ヴィルヘルムの子ヨハン・ヴィルヘルム (1658–1716)は レイスウェイク条約によってローマ・カトリック教会の扱いを優遇しようと目論んだ。しかしながら、プロイセン王フリードリヒ1世 (1657–1713)がハルバーシュタット、マグデブルク、ミンデンにおける支配を確立したため、ヨハン・ヴィルヘルムは1705年にプファルツ選帝侯領内の教会課税に関する勧告を出した。これによって、プファルツ選帝侯領におけるカトリック教会と改革派教会は税、地代に関して同じ扱いを受けることになった。

### フランス第一共和政政府支配下における福音主義教会共同体設立
フランスに併合される前のライン川左岸地域は聖界諸侯のケルン、トリーアの大司教が支配する地であった。1792年9月にフランス革命軍がプロイセン軍を撃破し、ラインラントを占領した後、さらにプファルツのシュパイアー、マインツ、ヴォルムス、ヘッセンのフランクフルトまで占領してしまった。1795年にプロイセン王国はフランスの間でバーゼルの和約を締結し、ライン左岸にあるプロイセン領を放棄した。1797年、オーストリア帝国もフランスとの間でカンポ・フォルミオの和約を締結し、ネーデルランドの所領(今日のベルギー、ルクセンブルク)を割譲し、秘密協定でフランスのライン左岸支配を容認した。それ以降の20年間、ライン左岸はフランスによって支配された。1806年8月、ナポレオンの保護領であるライン同盟が設立された。さらに1806年10月、ナポレオンはイエナ・アウエルシュタットの戦いでプロイセン軍を撃破、翌1807年にティルジットの和約によってプロイセンはライン川からエルベ川の間にある領地を放棄し、ヴェストファーレン王国が樹立され、フランス皇帝ナポレオン1世の弟ジェローム・ボナパルトが王位に即位した。これらの戦争の結果、ライン左岸とハンブルクはフランス本国に併合され、ライン右岸側のヴェストファーレンはフランスの保護国になった。
フランス占領期になって初めて、ラインラント地方の広い地域において福音主義教会共同体が合法的に設立できるようになった (現在のアーヘン、ケルン中央、トリーア、コブレンツ、クレーフェルト-フィーアゼン、クレーフェ、レバークーゼン、メンヒェングラートバッハ、ボン、バート・ゴーデスベルク、ザール西教会地区)。しかしながら、福音主義教会共同体の設立が始まっても、ラインラント全域において少数派のままであった。今日でもラインラント福音主義教会の管轄地域において、ローマ・カトリック教会は福音主義教会の2倍以上の教会員を有している。
フランスに併合されたライン左岸地域に設立された福音主義教会共同体は改革派かルター派教会組織に組み込まれたが、当初から合同教会としての自己理解を有していた。フランス占領期のライン‐モーゼル県ジンメン郡において、改革派とルター派は1802年において共通の宗務局によって管理運営されていた。
1802年、ライン‐モーゼル県の南側で隣接しているドナースベルク県(現在のラインラント＝プファルツ州ドナースベルク郡)で、100名の牧師が教会管理の合同化を求める請願書に署名し提出していた(ザール県も含む)。

### ウィーン会議前における教派状況

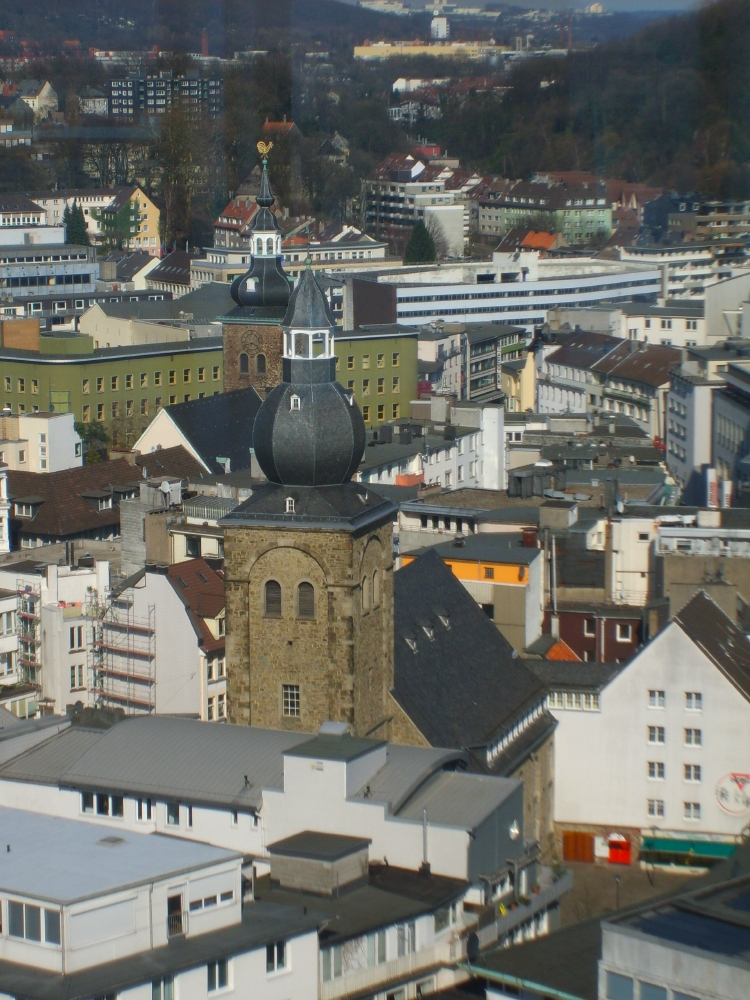
ヴッパータール市内にあるアルト・改革派教会(前方)とアルト・ルター派教会

福音主義教会が多数派であった地域では、教会共同体の一部は、歴史の流れの中で、改革派教会とルター派教会の間で揺れ動いた。フランス革命期後半において、ラインラント地方の福音主義教会の教派的違いは明確になり始めていた。それぞれの教派は異なった信仰告白を持っていた。
- 以前あったユーリヒ公国、クレーフェ公国、プファルツ＝ツヴァイブリュッケン公国、プファルツ＝ジンメルン、ザイン伯領併合後のベルク大公国には改革派とルター派のプロテスタント共同体があったが、改革派教会が優勢であった。多くの地域で同じ街区に信仰告白の異なる福音主義教会が設立された (とりわけ、デュッセルドルフ、 カイザーヴェルト、 ラーティンゲン、 ヴェセル、エメリッヒ、リンゲンベルク、レース、クレーヴェ、 ディンスラーケン、イッセルブルク、シェルムベック、デュースブルク、フェルバート、ハイリゲンハウス、メットマン、バルメン＝エルバーフェルト、ゾーリンゲン, ヒュッケスヴァーゲン、デューレン、ケルン＝ミュールハイム、ユーリヒ、ベンドルフ、アルテンキルヒェン (ヴェスターヴァルト)、アルマースバッハ、ダアーデン, ハム (ジーク)、バート・クロイツナハ、ラーデヴォルムヴァルト)。

- ミッテルライン地方のプファルツ選帝侯領にあった教会共同体の多くは改革派教会になった。メールス伯領、ヴィート侯領、ゾルムス＝ブラウンフェルス、ブロイヒ、バート・ホムブルク・フォア・デア・ヘーエ、ヴェーアト、オーバーヴィンターにあった福音主義教会も改革派教会になった。とりわけ、メールス、クレーフェルト、バッハラッハ、ノイヴィートでは大半の福音主義教会が改革派教会であり、ルター派教会は極小な存在であった。

- プファルツ＝フェルデンツ、ヒンターシュポンハイム、ザルム伯領(モーゼル川流域)、ナッサウ＝ザールブリュッケン伯領、マルク伯領、以前はヘッセンに属していたザンクト・ゴアー ( 現在のラインラント＝プファルツ州ライン＝フンスリュック郡)、ヴェッツラー周辺(現在のヘッセン州ギーセン行政管区のラーン＝ディル郡)、バート・ブライジク (現在のラインラント＝プファルツ州アールヴァイラー郡)とエッセン、ヴェッツラーにあった福音主義教会の大半はルター派になった。エッセン、ヴェッツラー、ザンクト・ゴアー、ザールブリュッケン、ルードワイラー(ザールラント州)という都市部では福音主義教会の大半がルター派教会であり、改革派教会は極小な存在であった。

- フランス占領下のライン左岸とロートリンゲン公国、ルクセンブルク、帝国自由都市アーヘン、ケルンとベルク大公国において福音主義教会共同体は合同教会の一部として設立された。その結果、ケルン(1801年)、アーヘン(1802年)、コブレンツ(1803年)、ノイス(1804年)、ゲルダーン(1808年)には改革派とルター派教会共同体による合同教会地区が設立された。続いて、ボン(1816年)、トリーア(1816/17年)、マイエン (1822年)、ジークブルク (1829年)にも設立された。

### ウィーン会議以降から第1次世界大戦まで

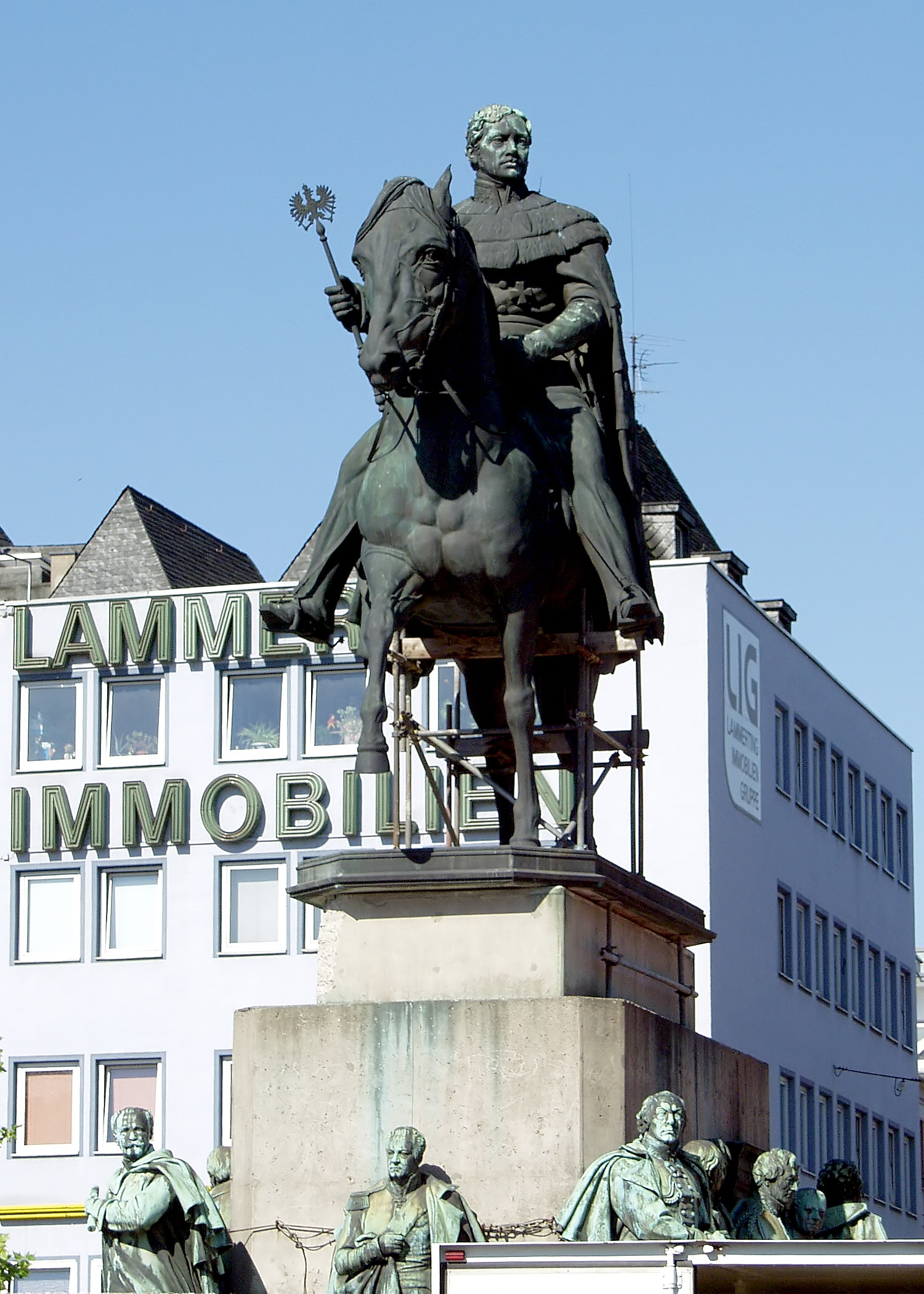
ケルンの広場にあるプロイセン国王フリードリヒ・ヴィルヘルム3世騎馬像

ラインラント福音教会の今日の管轄地域は、プロイセン王国が1815年のウィーン会議後に得たライン左岸地域のユーリヒ＝クレーフェ＝ベルク州(州都ケルン)とニーダーライン州(州都コブレンツ)を中心にして成立している。
この時期にユーリヒ＝クレーフェ＝ベルク州とニーダーライン州にあった福音主義教会の運営管理組織が固まった。1814年にデュッセルドルフに宗務局が置かれ、1815年にはユーリヒ＝クレーフェ＝ベルク州教会の上級宗務局になり、1816年4月23日にケルン移転した。ニーダーライン州に関しては、コブレンツにも上級宗務局が1815年に置かれた。コブレンツ上級宗務局はプロイセン軍のルクセンブルク要塞とマインツ要塞にあった衛戍 (えいじゅ)教会の管理もおこなった。1822年、ユーリヒ＝クレーフェ＝ベルク州とニーダーライン州は合併し、コブレンツを州都とするライン州（Rheinprovinz）が作られた。このようにラインラントでは、福音主義教会勢力がプロイセン政府とその駐屯軍の後ろ盾を得て力を増していた。
プロイセンの軍服染料として多用されていた青色(プロイセンの青、いわゆるプロイセンブラウ)を当てこすり形で、ラインラント南部地域において地元のカトリック教徒たちは福音主義教会信徒たちを「青帽子」と揶揄したと言われている。
プロイセン王国の他の地域と同様に、ユーリヒ＝クレーフェ＝ベルク州とニーダーライン州の福音主義教会の首長はその時々のプロイセン国王であった(summus episcopus)。1817年10月9日、マルティン・ルターの95ヶ条の論題掲示300周年の機会に、プロイセン王フリードリヒ・ヴィルヘルム3世はルター派と改革派教会の合同を呼びかけた。教会合同に関するこの提起は宮廷説教者エイラート(1770‐1852年)によって起草された。ラインラントにある多くの教会共同体において、1817年のルター派と改革派教会合同の呼びかけは熱烈に歓迎された。ザールラントでは、1815年10月24日の段階で国王フリードリヒ・ヴィルヘルム3世より教会合同の呼びかけが届いていた。1817年1月、2月においてすでに勅令が示されており、同年2月にバート・クロイツナハにおいて教会の合同が決定されていた 。グンマースバッハでは合同の呼びかけが為される前の1817年8月27日に両派が合同する形で教会総会が開催されていた。しかしながら、各地域にある多くの教会共同体はルター派や改革派の信仰告白をそのまま維持し続けた。

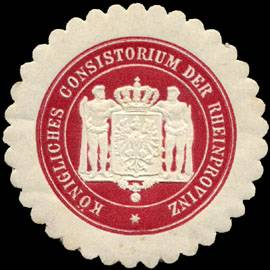
ラインラント・キルヘンプロヴィンツ(教会州)宗務局印章

ルター派と改革派教会、合同教会共同体の領邦教会運営管理部門は、教派ごとに分かれたままでプロイセン福音主義教会が設立された。なお、この教会名称はプロイセン王国終焉時まで何度も改称されたが、形態自体はそのまま維持された。プロイセン福音主義教会はブランデンブルク (ベルリンを含む)、東プロイセン、ポンメルン、ポーゼン、ザクセン(プロイセン王国に併合されたザクセン州)、シュレージエン、西プロイセン、ラインラント（南シュヴァーベンのホーエンツォレルン州を含む）、ヴェストファーレンというキルヘンプロヴィンツ(教会州)ごとに分けられていた。
プロイセン王国に併合されたラインラントにおいて、福音主義教会は当初はユーリヒ＝クレーフェ＝ベルク州とニーダーライン州(プロヴィンツ)州に分かれており、教会宗務局もケルンとコブレンツにあった。1822年にこの2つの州は併合され、コブレンツを州都とするライン州（Rheinprovinz）になった。その4年後の1826年2月16日に統一されたライン州福音教会宗務局がコブレンツに設置された。
1835年、ザクセン＝コーブルク＝ザールフェルト公国の一部であったリヒテンベルク侯国(今日のザールラント州ザンクト・ヴェンデル郡)がプロイセン王国に割譲された。その地域の福音主義教会共同体(ルター派)もプロイセン王国ラインラント(プロヴィンツ)州教会に移された。これらのルター派教会共同体は今日、オーベレ・ナーエ教会地区とザール東地区に属している。
1935年、ラインラント(プロヴィンツ)州教会は隣接するヴェストファーレン(プロヴィンツ)州教会と共に、長老制度を組み込んだ教憲を制定した。これはプロイセン福音主義教会において初めてのことであった。教会合同に反対した古ルター派がプロイセンの合同派福音主義教会から離脱した後、プロイセンの新教徒はプロイセン王国の教会としての自意識が強まり、1845年からプロイセン福音主義領邦教会という名称に変更している。
1850年、ベルリンにプロイセン福音主義領邦教会最高宗務局(EOK)が置かれた。1866年、プロイセン王国は普墺戦争に勝利し、オーストリア帝国についた領邦を併合した。新たに獲得したのはシュレースヴィヒ＝ホルシュタイン公国全域とハノーファー王国、ヘッセン選帝侯国、ナッサウ公国、フランクフルト自由市であったが、これらの領邦にあった福音主義教会はプロイセン邦の合同派領邦教会に組み込まずに、独立して管理運営を続けることを容認した。したがって、1866年にプロイセンに併合された諸教会はベルリンにあった最高宗務局(EOK)の管轄外であった。しかしながら、例外もあり、ヘッセンのマイゼンハイム(今日のラインラント＝プファルツ州バート・クロイツナハ郡の一部)はラインラント(プロヴィンツ)州教会に編入された。これらの福音主義教会共同体は今日、ナーエ・ウント・グラン教会地区に属している。
1875年、古プロイセン領邦教会は公式には古プロイセン州福音主義領邦教会と改称することになった。この領邦教会は9つの教会州で構成されていた。すなわち、ブランデンブルク（ベルリンを含む）、東プロイセン、ポンメルン、ポーゼン、ラインラント（南シュヴァーベンのホーエンツォレルン地区を含む）、ザクセン、ヴェストファーレン、西プロイセンである。
1850年にホーエンツォレルン＝ヘヒンゲン侯国とホーエンツォレルン＝ジクマリンゲン侯国を併合して、州都をジグマリンゲンとするホーエンツォレルン州（Hohenzollernsche Lande）が設置された。この(プロヴィンツ)州教会にあったプロテスタント共同体は1999年にラインラント(プロヴィンツ)州教会に組み込まれた。
1880年のラインラント福音主義教会はアーヘン、アン・デア・アガー、アルテンキルヒェン、ブラウンフェルス (ヘッセン)、クレーヴェ、コブレンツ、クロイツナハ、デュースブルク、デュッセルドルフ、ユーリッヒ、レンネップ、マイゼンハイム、メールス、ケルン、ニーダーベルク、アン・デア・ルーア、ザールブリュッケン、ジンメン、ゾーベルンハイム、ゾーリンゲン、トラーバッハ、トリーア、ザンクト・ヴェンデル、ヴェーゼル、ヴェッツラー、ヴィートの教会地区によって構成され、576人の牧師と牧師補と989.469人の洗礼を受けた信徒がいた。

### 領邦教会制度終焉後(第1次世界大戦後)の新組織

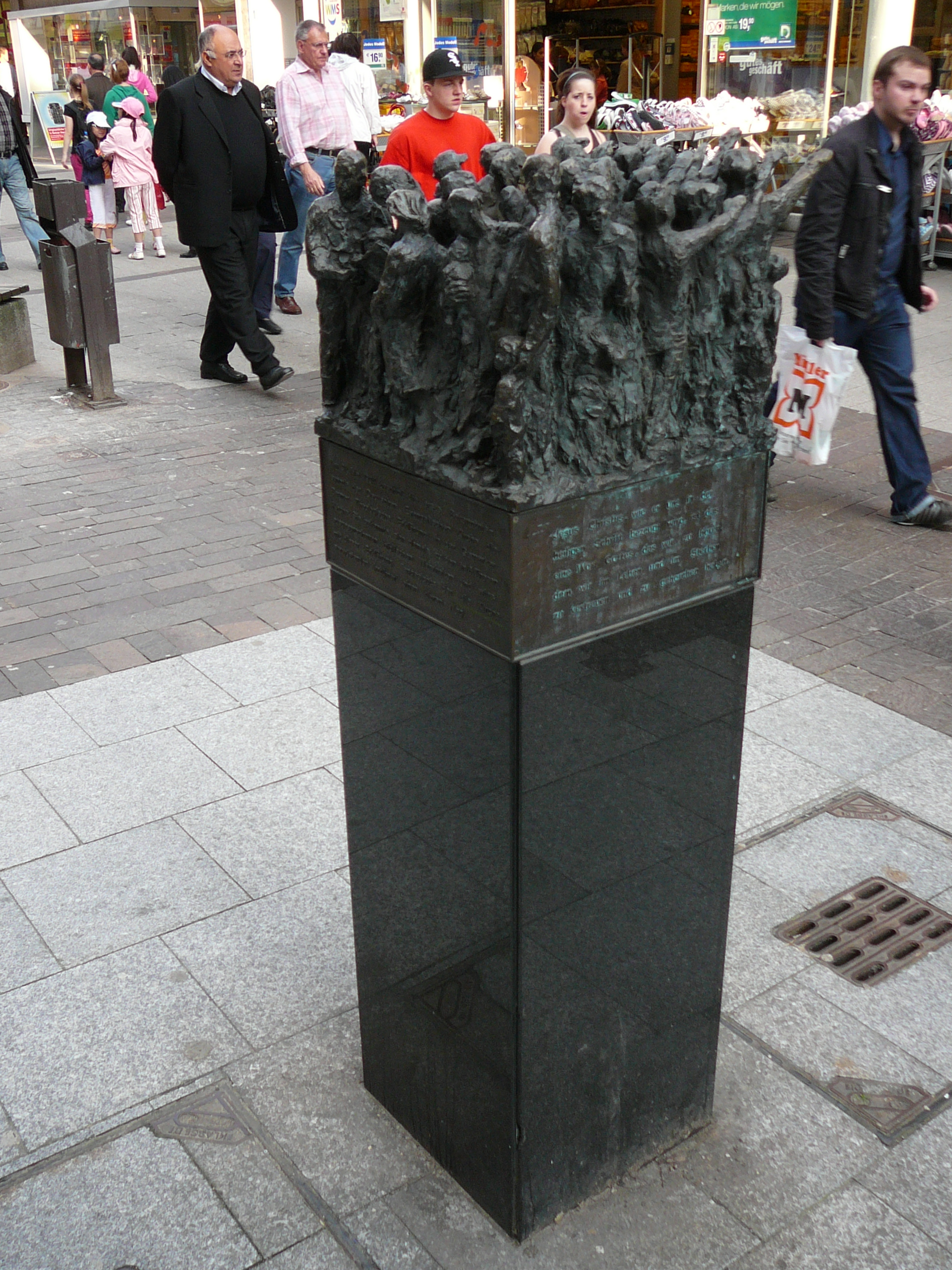
ヴッパータール市内にあるバルメン宣言記念碑

1920年に発効したヴェルサイユ条約によってオイペンとマルメディ地区がドイツからベルギーに割譲されたため(現在のリエージュ州ドイツ語共同体)、1922年10月1日にオイペン、ケルミス、マルメディ、ザンクト・フィートにあった福音主義共同体は古プロイセン合同福音教会ラインラント(プロヴィンツ)州教会アーヘン教会地区から切り離され、ベルギー福音主義合同教会に移った。
第1次世界大戦後、ドイツ帝国が終焉すると同時に、領主による教会支配(summus episcopus)も終わった。
その結果、プロイセンの領邦教会は、教会統治の変更を強いられた。古プロイセン領邦教会は1922年に新教憲を制定し、古プロイセン合同福音主義教会(EKapUもしくはApU）と改称した。この教会名称は新教会の自己意識を表現していた。ヴァイマル憲法による政教分離原則によって、古プロイセン福音主義教会は国教会として理解することは出来なかった。プロイセンという国名を使わずに、ルター派と改革派教会の合同教会という古プロイセンという新名称を導入した。(プロヴィンツ)州教会は最高宗務局によって管理運営されていたが、1922年以降、(プロヴィンツ)州教会総会から選ばれた常議員会によって管理運営が為されるようになった。教会総会はプレゼスと呼ばれる議長職を選出し、聖職者である総地区長が霊的指導の最高責任者を務めた。
1933年7月23日の教会選挙で、国家社会主義に同調したドイツ的キリスト者が勝利し、(プロヴィンツ)州教会総会の過半数を押さえた。多数を占めたドイツ的キリスト者の総会議員たちは州教会組織を破壊し壟断した。そのため、ラインラント(プロヴィンツ)州教会は破壊された教会と呼ばれた。1934年5月29日から31日まで、ドイツ的キリスト者による教会支配に反対する者たちを中心にしてヴッパータール・バルメンで告白教会第1回総会が開催され、バルメン宣言が出された。
1934年10月1日、ラインラント(プロヴィンツ)州教会は宗務局をコブレンツからデュッセルドルフに移転させた。同様に1934年になって、オルデンブルク大公国に属していた旧ビルケンフェルト侯国領地域(現在のラインラント＝プファルツ州ビルケンフェルト郡)にあった福音主義教会共同体が、オルデンブルクからラインラント(プロヴィンツ)州教会に所属変更になった。これらの教会共同体は現在、オーベレ・ナーエ教会地区に属している。

### 第2次世界大戦後
第2次世界大戦後の1947年におこなわれたプロイセン州の解消後も、古プロイセン合同福音主義教会に属する6つの(プロヴィンツ)州教会はそれぞれの独立を保った。それらは全てドイツ福音主義教会 (EKD)に加盟した。1948年11月12日にラインラント(プロヴィンツ)州教会は新教憲を制定し、教会名称をラインラント福音主義教会にした。州教会宗務局も教会事務局になった。
ラインラントを含む旧プロイセン州に属していた(プロヴィンツ)州教会は、上部組織である古プロイセン合同福音主義教会を維持し続けたが、教会組織の性格を教会連盟に変えていた。1951年になって最高宗務局(EOK)は教会事務局に改称された。1953年12月、東ドイツ政府のカール・シュタインホーフ内相からプロイセンという概念を教会名称から抹消すべきという指示が出された。そのため、「古プロイセン」という名称の一部を抹消し、福音合同教会(EKU)という名称に変えて再出発することになった。なお、福音合同教会(EKU)は州教会とは別に教会連盟組織としてドイツ福音主義教会 (EKD)に加わることになった。2003年に福音合同教会(EKU)は他の合同教会州教会と共に新たな州教会連合組織である福音主義合同教会を結成した。その教会事務局は当初ベルリンに置かれたが、2008年にはハノーファーにあるドイツ福音教会(EKD)事務局に統合された。ラインラント福音主義教会は福音主義合同教会の主要なメンバーである。
1945年の第2次世界大戦終了時からヴュルテンベルク福音主義州教会によって暫定的運営管理されていた南部シュヴァーベンのホーエンツォレルン教会地区は、1950年に正式にヴュルテンベルクのルター派州教会に引き継がれた。1929年にオーバーハウゼン近郊のオスターフェルト地区がヴェストファーレンからラインラントに配置換えされていたが、1954年にオスターフェルトにある教会共同体がラインラント福音教会オーバーハウゼン教会地区に編入された。ヘッセン州キンツェンバッハにあった福音主義教会共同体はヴェッツラー郡(ラインラント福音教会ヴェッツラー教会地区)に属していたが、1968年に地域行政の再編成でギーセン郡になったため、これに伴ってヘッセン＝ナッサウ福音教会に配置換えになった。2000年、ブランベッケ地区の信徒がヴェストファーレン福音主義教会シュヴェルム教会共同体からラインラントのバイエンブルク教会共同体(ヴッパータール教会地区)に移った。

## 州教会の運営指導
州教会を指導する常議員会に州教会総会から投票によって選出される。州教会総会は通常は年に１回、１月第２週にラインラント＝プファルツ州の保養地バート・ノイエンアール＝アールヴァイラーで開催される。州教会総会閉会時の教会指導はプレゼス(議長)を最高責任者としておこなわれる。
州教会総会の指導は常議員会によって執行されていく。各常議員には任期が規定されている。常議員会にはプレゼス(議長)と総会で選出された15人の常議員によって構成される。常議員15人の内6人が常勤であり、9人は非常勤である。8年の任期で選ばれる常議員の半数は任職した聖職者(牧師)である。常勤常議員は高等参事官の称号を有している。州教会常議員会と同様に教会地区指導部も8年の任期で選ばれるが、4年ごとに半数が改選される。年齢を留意した上で再選は可能となっている。
プレゼス(議長)は任職した聖職者(牧師)であり、総会閉会時における州教会運営指導に際しての責任者であり、デュッセルドルフに常駐する。同時に、プレゼス(議長)は州教会総会と常議員会議長でもある。副プレゼス(議長)は神学担当と法務担当の2人であり、高等参事会の8人の構成員の一員でもある。
教会地区長とプレゼス(議長)は常に聖職者(牧師)であるが、すべての指導機関において、牧師が過半数を占めることは許されていない。教会地区総会と州教会総会においても信徒が過半数を占めている。

### プレゼス(議長)Präses
プレゼス(議長)はラインラント福音主義教会の最高責任者であり、州教会総会によって選出される。定年は65歳であり、8年の任期である。プレゼス(議長)は州教会総会議長であると同時に、州教会事務部門、州教会全体の霊的指導に関しての最高責任者であり、牧師としても任職されている。
1948年以前は総地区長、宗務局長、総会議長の３人の最高指導者による教会運営がおこなわれていた。総地区長は州教会の霊的指導者であった。宗務局長は法務面での最高責任者であった。プレゼスは教会総会の議長であった。
プロイセンにおける福音主義教会の霊的指導者としての総地区長はプロイセン全土では12人いたこともあった。総地区長と呼ばれる霊的指導職は宗教改革後すぐに導入された。その後、この職名が使われなくなったが、1828年になって再導入された。しかしながら、ラインラント(プロヴィンツ)州教会において、霊的指導者としての総地区長が導入されたのは、州教会教憲採択後の1836年だった。1877年まで総地区長がラインラント(プロヴィンツ)州教会の宗務局長を兼任していた。その後、宗務局長職が導入された。教会総会の議長としてのプレゼスはラインラント(プロヴィンツ)州教会において、1835年から導入されていた。
プロイセン王による教会統治(summus episcopus)が終わった1918年以降、ラインラントでは総地区長、宗務局長、総会議長の３人の最高指導者による教会運営がおこなわれていた。プロイセン州解体後のノルトライン・ヴェストファーレン州設立された1948年に、3人の最高指導者による教会運営を１人のプレゼス(議長)による形態に変更した。プレゼス(議長)は以前の州教会総会議長職と同じ呼称であるが、その職務内容は全く異なる。州教会総会議長であると同時に、州教会法務管理部門、州教会全体の霊的指導に関しての最高責任者であり、牧師としても任職されている。1997年以降、州教会常議員会に法務担当の副議長が置かれている。
ナチ党が支配した1933年以降、ナチス・ドイツ政府は強いヒエラルキーを有する教会組織を導入した。1934年、ハインリヒ・ヨーゼフ・オーバーハイドがケルン‐アーヘン福音主義教会教区監督として置かれた。しかしながら、彼は就任したその年の終わりには事実上権限を奪われ、ドイツ的キリスト者運動のために働くようになった。

#### 1948年以降のプレゼス(議長)

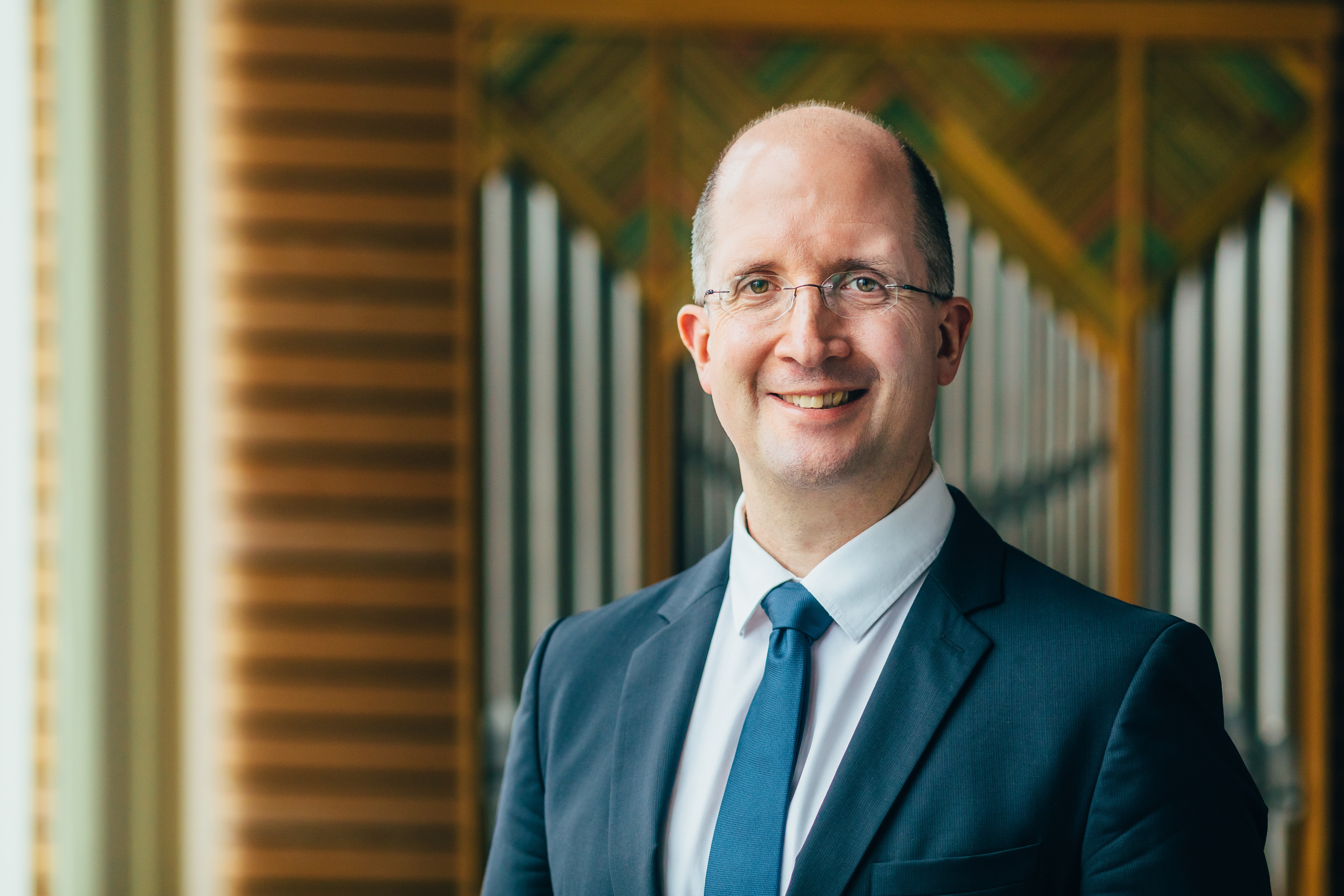
トルステン・ラッツェル (2021)

1948年以前のプレゼスはラインラント(プロヴィンツ)州教会総会の議長職であった。
1948年以降のプレゼス(議長)は州教会総会議長であると同時に、州教会事務部門、州教会全体の霊的指導に関しての最高責任者であり、牧師としても任職されている。
1948–1957: ハインリヒ・カール・ヘルト
1958–1971: ヨアヒム・ヴィルヘルム・ベックマン
1971–1981: カール・イムマー
1981–1989: ゲルハルト・ブラント
1989–1996: ペター・バイアー
1996–1997: ハンス＝ウルリヒ・シュテファン, 高等参事官兼プレゼス(暫定)
1997–2003: マンフレート・コック
2003–2013: ニコラウス・シュナイダー
2013-2021: マンフレート・リコウスキー
2021年3月1日以降:トルステン・ラッツェル

### 州教会総会
州教会総会は教会地区総会で選出された総会議員で構成されている。総会議員の任期は4年である。州教会総会は政府の議会と同様に教会の立法機関としての機能を有している。州教会総会は通常は年に１回、１月第２週にラインラント＝プファルツ州の保養地バート・ノイエンアール＝アールヴァイラーで開催される。州教会総会の議長がプレゼス(議長)であり、1948年以来、州教会の霊的指導者、デュッセルドルフに置かれている州教会事務局(以前の宗務局)の最高責任者も兼ねている。

### 青年団（ユーゲント）総会

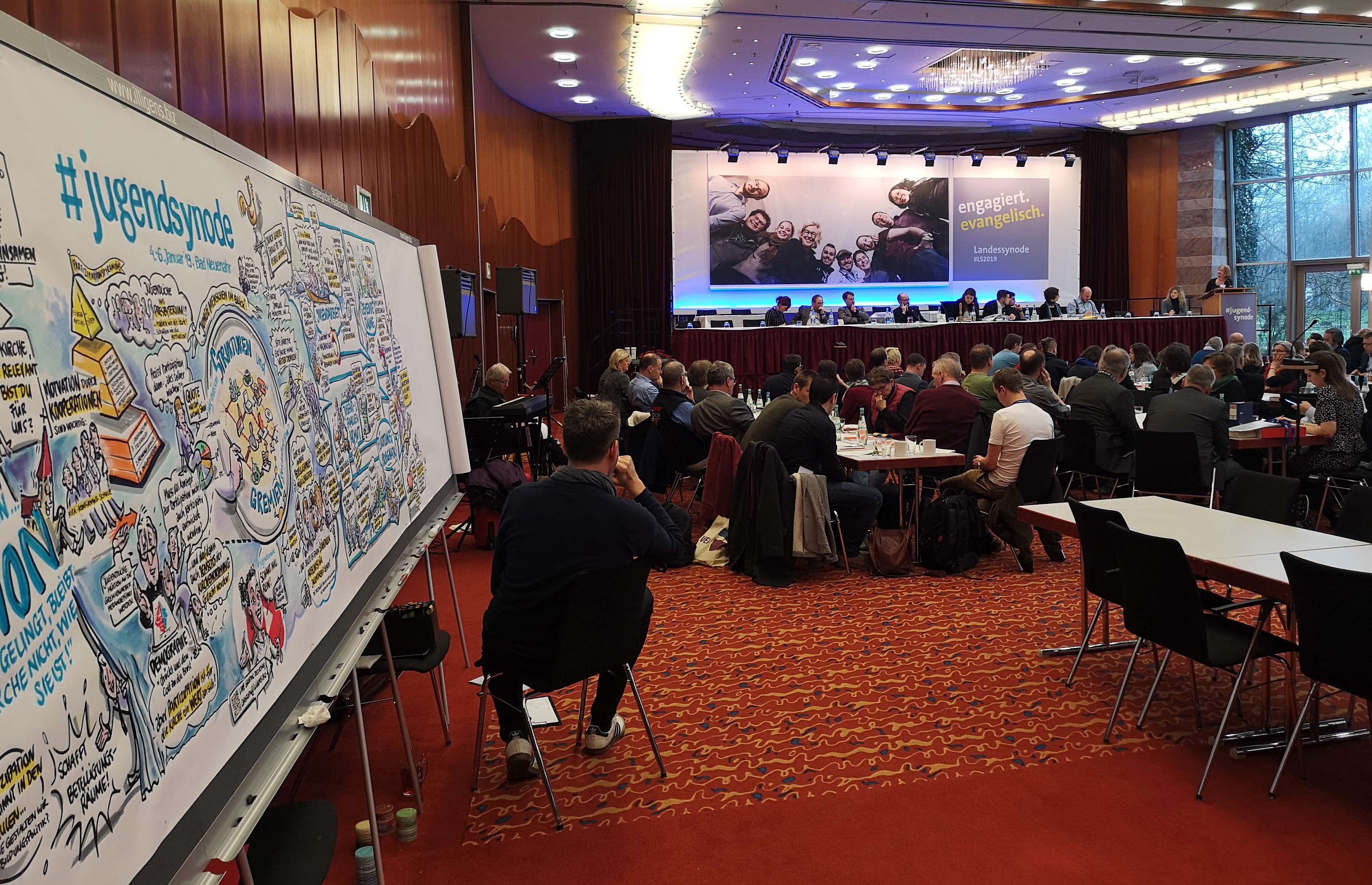
ラインラント州教会青年団総会

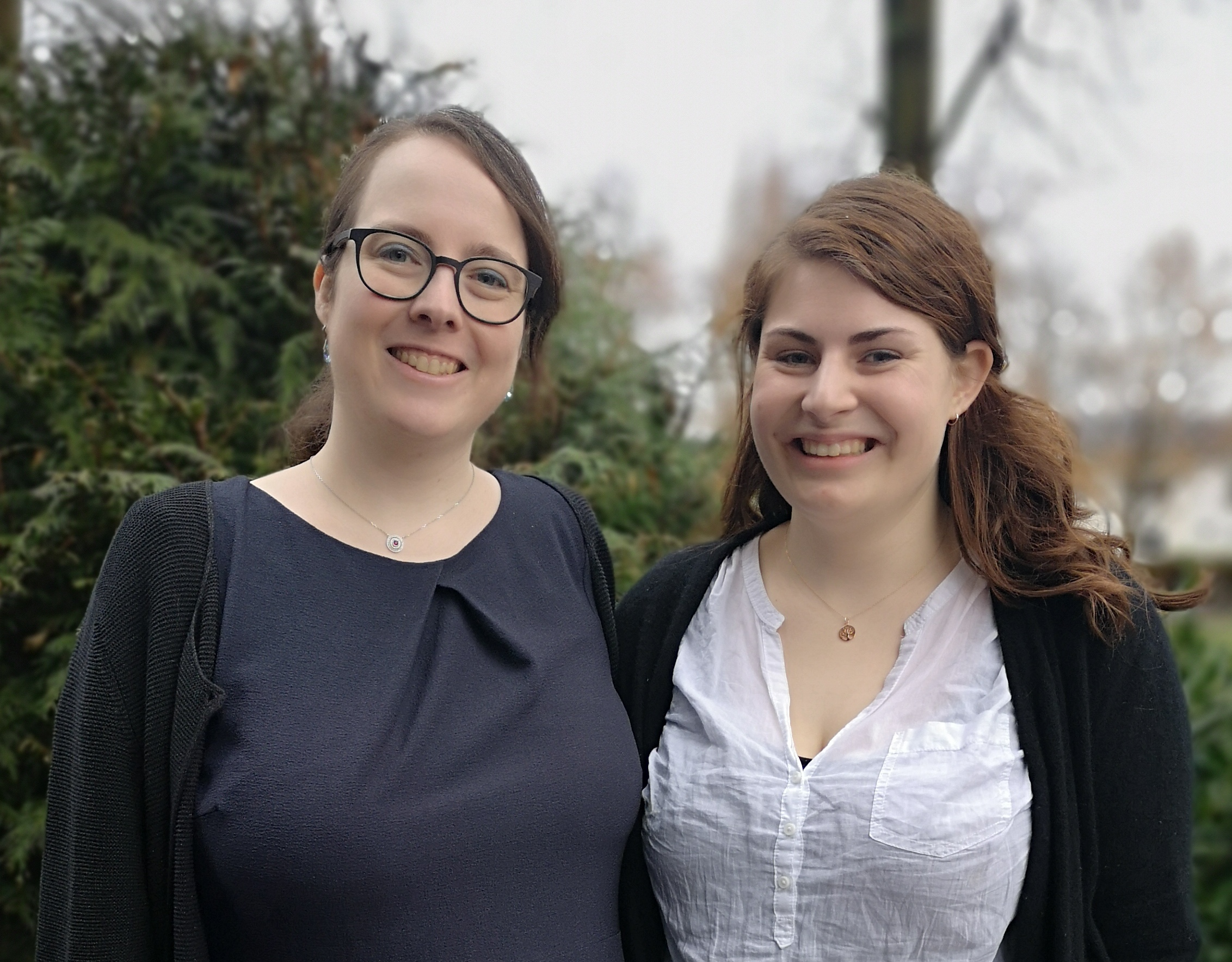
ローレンゲル議長 (左側)
パウルス副議長 (右側)

2019年1月4日から6日までの間、ラインラント福音主義教会の青年団総会がはじめて開催された。州教会総会議員と福音主義青年団から選出された50人の総会議員によって開催され、議長団が選出された。無報酬で堅信礼教育に携わっている10人や他教派のゲストも協力者として参加した。ラインラント福音主義教会青年団第1回総会(2019年)は議長にマリアム・ローレンゲル、副議長にフィオナ・パウルスを選出した。総会最終日に5つの決議(EU諸国における難民問題、青少年と家庭の貧困問題、教会共同体と青少年活動のあり方)を採択した。

## 信仰告白
ラインラント福音主義教会は合同教会であり、ルター派、改革派、合同派の教会共同体によって構成されている。ラインラント福音教会教憲前文において、この州教会の信仰告白が規定されている。
教憲前文第Ⅰ項において、ラインラント福音主義教会に属する全ての教会共同体はキリスト教会の基本信条である使徒信条、ニカイア信条、アタナシオス信条を共通の信仰告白と規定している。さらに、ラインラント福音主義教会はバルメン宣言を福音宣教における信仰告白文書であると明記している。イスラエルを神の信義に従う神の民であると見なし、ラインラント福音教会は神の民であるイスラエルと共に新しい天と地を待ち望むと定義している。州教会教憲において、イスラエルを神の民と見なし、共存を明確に定義していることは特筆すべきことである。
教憲前文第Ⅱ項において、ラインラント福音主義教会を形成する全ての教会共同体が、ルター派、改革派、合同派の違いを越えて、聖餐を共にすることによって一つの教会であることが表明されている。なお、各教派独自の信仰告白も教憲において定義している。
- ルター派、この州教会内ルター派教会共同体(ゲマインデ)において、アウクスブルク信仰告白、アウクスブルク信仰告白の弁証、シュマルカルデン条項、マルティン・ルターの小教理問答、大教理問答が信仰告白として認められている。
- 改革派教会、この州教会改革派教会共同体(ゲマインデ)において、ハイデルベルク信仰問答が信仰告白として認められている。
- 合同教会、この州の合同派教会共同体において、ルター派の信仰告白と改革派の信仰告白、およびそれらをまとめた文書も信仰告白としている。

## 州教会の運営管理

### 州教会事務局と運営機構

#### 州教会事務局
州教会事務局はデュッセルドルフ‐ゴルツハイム(ハンス‐ベッカー通り7)に置かれている。現在は事務局次長のヨハン・ボイスマンによって運営が為されている。州教会プレゼス(議長)は教会事務局運営評議会議長でもある。州教会事務局は5つの部局で構成されている。
- 第1部局　神学と教会一致運動
- 第2部局　人事、管理
- 第3部局　教育、
- 第4部局　法務、政務
- 第5部局　財務、奉仕事業

#### 組織構造

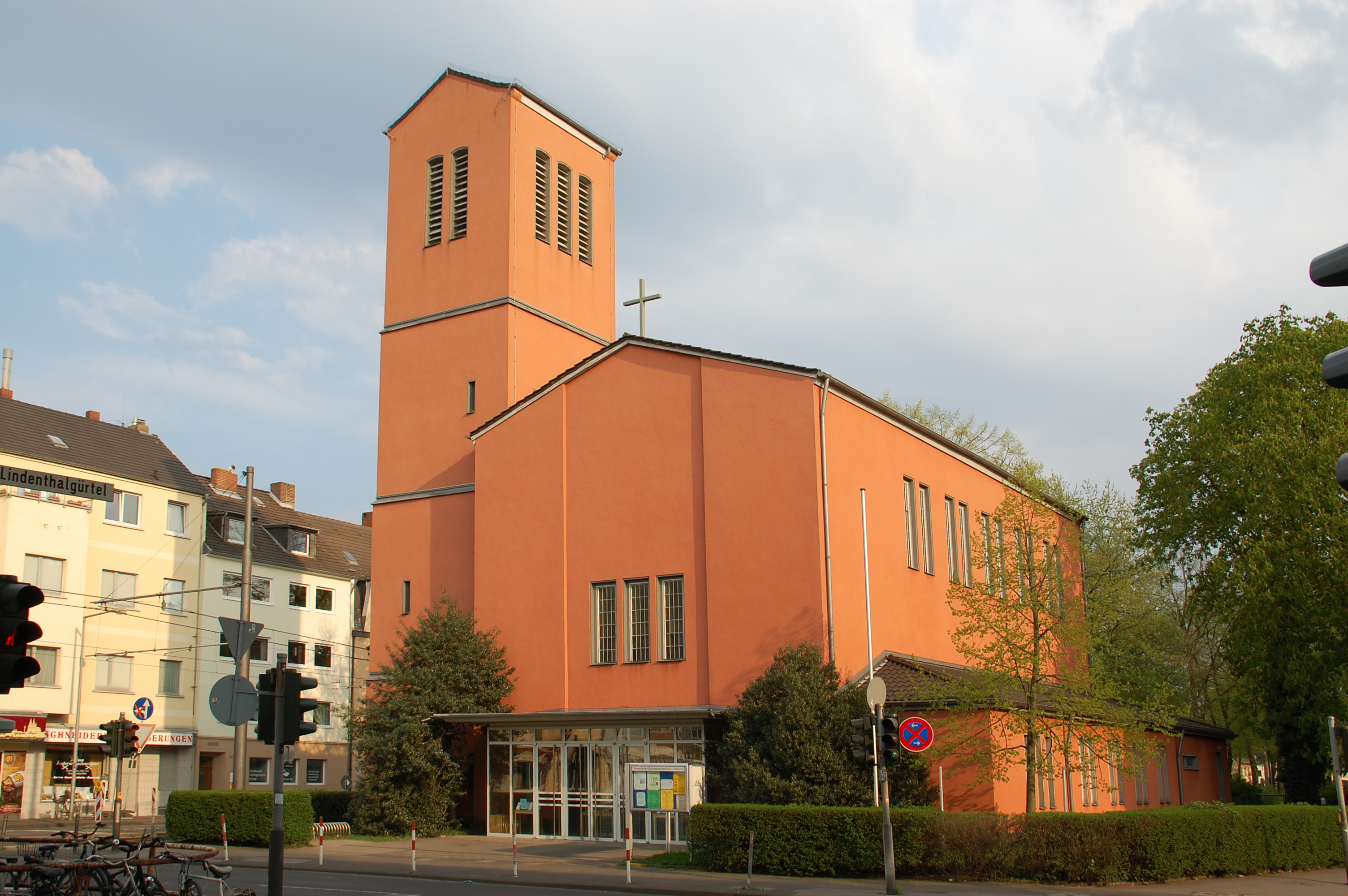
パウル・ゲルハルト教会(ケルン)

ラインラント福音主義教会は次のような組織になっている。
基底組織として教会共同体(Kirchengemeinde)が地域社会の中にある。教会共同体は公法上の社団として存在し、長老会がその指導を担っている。長老会には男女の信徒長老と牧師が属している。長老会の全メンバーは4年ごとに改選される。長老選挙の選挙権は堅信礼終了もしくは16歳以上の全教会員にある。長老選出に際しての被選挙権は18歳から74歳までの教会員にある。但し、長老の近親者は対象から外される。教会共同体の牧師は自動的に長老会メンバーに入るので、選挙の対象にはならない。教会において限定された権能を持つ補助長老を選出することが可能である。長老会を教会員からの直接選挙で選ばずに、間接選挙で選んでいる一部の教会共同体が存在している。
複数の教会共同体がまとまり、教会教区(Kirchenkreis)を形成している。教会地区は州教会３層構造の中間にあり、ドイツの地方行政区分としてはLandkreis(「郡」）に相当する。教会地区の最高責任者は地区長である。教会地区も同様に公法上の社団であり、意思決定機関として教会地区総会を持つ。教会地区総会は年に1回か2回開催される。教会地区総会を構成するのは現職の牧師と教会共同体から派遣された地区総会議員たちである。牧師以外の信徒で総会議員の過半数を確保するために、牧師の代わりに信徒総会議員が総会指導部によって任命されることもある。
地区総会議員が集会を開催している期間において、教会地区は地区常置委員会によって運営される。地区指導部を率いるのは地区長である。地区長は教会地区を代表すると同時に、牧師たちの職務上の上司になる。教会地区常置委員会は地区総会から8年の任期で選出される。選出される委員は4年ごと半数が改選される。教会地区常置委員会には地区長以外に2人の牧師が属し、第1副地区長として地区長業務の補佐をおこない、第2副地区長は常置委員会書記の職務を担う。常置委員会にはそれ以外に4人から6人の委員が加わるが、その委員は全て信徒として加わる。教会地区総会常置委員会中で最高齢の者は地区常置委員会代表代行を務める。教会地区常置委員会の委員は地区長を含めて無報酬で職務に就いている。そのため、教会地区長においては、所属教会共同体における牧師業務が大幅に軽減される措置が取られている。　
教会地区が集まって州教会(Landeskirche)を形成する。州教会は行政組織としての州に相当する。教会地区と州教会の間に行政管区に相当する教区、管区等を置く州教会もあるが、ラインラント福音主義教会はそのような組織を置いていない。

### 教会地区と教派構成

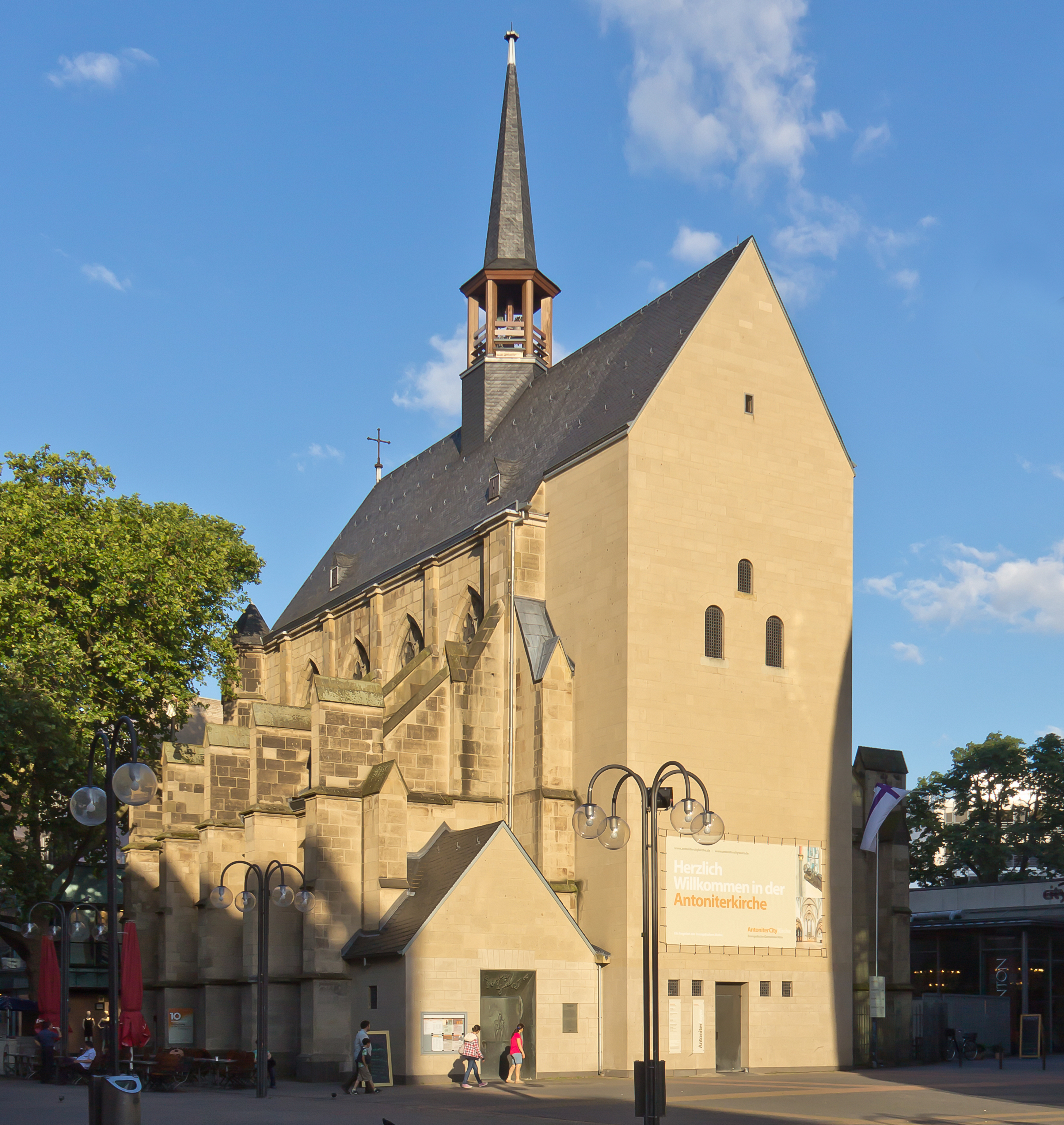
ケルン・アントニータ教会

ラインラント福音主義教会の教会地区数は37である(2019年1月時点) 。1960年代初めに比べると教会地区数は減少している。しかしながら、ラインラントとルール地方の人口密集地域にあった規模の大きな教会地区は分割されたため、一時的に数を増やした。数年来、隣接する教会地区が統合され、教会地区数が減少するという逆の傾向が認められる。
教会地区の境界線はその地域の歴史に由来しており、地方行政上の郡と独立市の境界と常に一致しているわけではない。行政上の自治体統合や境界変更が戦後頻繁におこなわれているが、州教会側が即応する場合はあまりなく、あくまでも従来からの境界線を維持する傾向が強い。
教会地区には複数の地域教会共同体が属している。教会地区内の教会共同体信仰告白は合同教会としてのラインラント福音主義教会の特徴が示されている。
教憲前文Ⅱ項によると、ラインラント福音主義教会に属する教会共同体はルター派か改革派信仰告白か、あるいは両教派の信仰告白をまとめた合同派信仰告白に従っている。

教会共同体には複数の地域教会が含まれる場合が多いが、同じ信仰告白で統一されている場合と地域教会ごとに信仰告白が異なる場合もある。ルター派と改革派の地域教会が自派の信仰告白を保持しながら、一つの教会共同体を形成して併存している場合も珍しくない。合同派としてルター派と改革派の信仰告白を一つにまとめている教会共同体は主日の聖餐礼拝をルター派でおこない、夕礼拝を改革派様式の説教礼拝でおこなうことも多い。ラインラント福音主義教会は相互聖餐が完全に実施されており、ルター派、改革派の信徒は自派以外の聖餐礼拝に出席した場合も聖餐を受けることができる。
ラインラント地方は、ルター派ではなく、改革派教会の強い影響力によって宗教改革が導入されたドイツでも稀有な地域である。とりわけ、デュースブルクやメールスが含まれているニーダーライン地域はその傾向が強く、現在でも福音主義教会の多くが改革派教会である。ラインラント地方一帯は19世紀にプロイセン王国に併合されたが、この地域に転属したプロイセンの官僚や軍将校、ギムナジウム教師たちの多くはプロイセン福音主義教会のルター派信徒であった。彼らの信仰生活のために、ローマ・カトリック教会と改革派教会が支配的だったラインラント地方に、ルター派教会共同体が割り込むような形で設立された。宗教改革の影響をあまり受けなかったケルン周辺部、ボン、モーゼル川流域、トリーア、ザール地方等にもプロイセン王国併合後にルター派教会共同体が数多く設立された。 1850年頃から当時ドイツ領であった東プロイセン、西プロイセン、シレジア、ポーゼンの住民が工業化の進んだドイツ西部のライン地方やルール地方へ移住し始めた。この人口移動はオストフルフトと呼ばれるが、これによってエッセンやレバークーゼン等のルール地方の工業地帯にもルター派教会共同体が多く設立された。
37の教会地区とそこに含まれる教会共同体は以下の様に構成されている。
- アーヘン教会地区 –(ルター派2、ルター派＋改革派2、合同派5)
- アン・デア・アガー教会地区(グンマースバッハ) –(ルター派18、改革派4、ルター派＋改革派2、合同派1)
- アルテンキルヒェン教会地区 –(ルター派8、合同派8)
- ボン教会地区 –(ルター派12)
- ディンスラーケン教会地区 –(ルター派5、ルター派＋改革派3)
- デュッセルドルフ教会地区 –(ルター派3、ルター派＋改革派7、合同派7、ルター派＋合同派1)
- デュッセルドルフ＝メットマン郡教会地区 –(ルター派1、改革派3、ルター派＋改革派１、合同派5)
- デュースブルク教会地区 –(改革派5、ルター派＋改革派2、ルター派＋改革派＋合同派2、合同派6)
- エッセン教会地区 –(ルター派14、改革派2、ルター派＋改革派7、合同派4)
- メンヒェングラートバッハ教会地区 –(ルター派2、改革派15、合同派6)
- バート・ゴーデスベルク＝フォアアイフェル教会地区 –(ルター派9、合同派3)
- ユーリッヒ教会地区 –(ルター派2、改革派5、ルター派＋改革派1、合同派11)
- クレーヴェ教会地区 –(ルター派2、改革派5、合同派12)
- コブレンツ教会地区 –(ルター派16、改革派3、ルター派＋改革派1、合同派4)
- ケルン -中央教会地区-(ルター派5、合同派1)
- ケルン-北教会地区-(ルター派15、改革派2)
- ケルン-ライン右岸教会地区- (ルター派8、合同派10)
- ケルン-南教会地区-(ルター派14、改革派2)
- クレーフェルト-フィーアゼン教会地区 –(ルター派5、合同派6、ルター派＋改革派2、合同派13)
- ラーン＝ディル郡教会地区–(ルター派20、改革派28、合同派2)
- レンネップ教会地区(レムシャイト) –(ルター派8、改革派2、ルター派＋改革派1、合同派4、ルター派教会共同体1、改革派教会共同体1)
- レバークーゼン教会地区-(ルター派10、ルター派＋改革派1、ルター派＋合同派1)
- メールス教会地区-(ルター派1、改革派27)
- ナーエ・ウント・グラン教会地区-(バート・クロイツナハ)-(ルター派14、改革派1,合同派13)
- ニーダーベルク教会地区(フェルバート)–(改革派1、合同派6、改革派教会共同体3)
- オーベレ・ナーエ教会地区(イダー＝オーバーシュタイン)–(ルター派34、ルター派＋改革派2、合同派1)
- オーバーハウゼン教会地区 –(ルター派4、改革派1、合同派3)
- ミュールハイム・アン・デア・ルール教会地区-(改革派2、ルター派＋改革派1、合同派3)
- ザール東教会地区(オットヴァイラー) –(ルター派13、改革派1)
- ザール西教会地区(ザールブリュッケン) –(ルター派26)
- アン・ジーク・ウント・ライン教会地区(ジークブルク) -ルター派13、改革派1、ルター派＋改革派4、合同派14、ルター派＋合同派1)
- ジンメン＝トラーバッハ教会地区(キルヒベルク ) –(ルター派11、改革派11、合同派3)
- ゾーリンゲン教会地区-(ルター派3、ルター派＋改革派6、合同派1)
- トリーア教会地区-(ルター派13、ルター派＋改革派3、合同派3)
- ヴェーゼル郡教会地区-(ルター派2、ルター派＋改革派1、合同派8)
- ヴィート教会地区( ノイヴィート) –(ルター派2、改革派11、ルター派＋改革派1、合同派1)
- ヴッパータール教会地区-(ルター派2、改革派2、ルター派＋改革派8、合同派4、ルター派＋合同派1、改革派教会共同体1)

ケルン教会地区は以前ミュールハイム・アム・ライン教会地区会議と呼ばれた大きな地域ブロックに属していた。現在、ケルン地区の福音主義教会は4つの教会地区に分かれているが、ケルン福音主義教会連盟を形成し共通の宣教課題を担っている。

### 教会共同体
37の教会地区は687の教会共同体によって構成されている。
現在、教会共同体設立は以前よりは減少している。しかしながら、時間の経過の中で、教会共同体数は増加している。なぜなら、都市部では人口流入によって教会共同体は大きくなり、分割を強いられることになるからである。最近、隣接している共同体の統合によって、教会共同体数は再び減少し始めている。運営コスト削減の実現と教会員の減少で共同体運営が不可能になり、教会共同体の統合という施策が選択されている。

## 州教会内のルター派と改革派教派組織
合同教会としてのラインラント福音主義教会はルター派、改革派、合同派信徒によって構成されている。一部の教会員たちは教派的特徴を明瞭にした組織を州教会内に形成して活動している。ルター派として「ラインラント・ルター派会議」、改革派として「ラインラント福音主義教会・改革派会議」が存在している。改革派の州教会内組織は全ドイツ的組織である改革派連盟に加盟して活動している。この二つの組織は州教会内で教派的伝統に基づく神学的姿勢を擁護し代表している。ラインラント福音教会・改革派会議は聖書全体を通して語られている証を聞き、解釈することで宗教改革の信仰告白に従うとしている。

## ラインラント福音主義教会礼拝式文
ラインラント福音主義教会基本礼拝式文Ⅰである。福音主義教会礼拝式文に準拠しており、

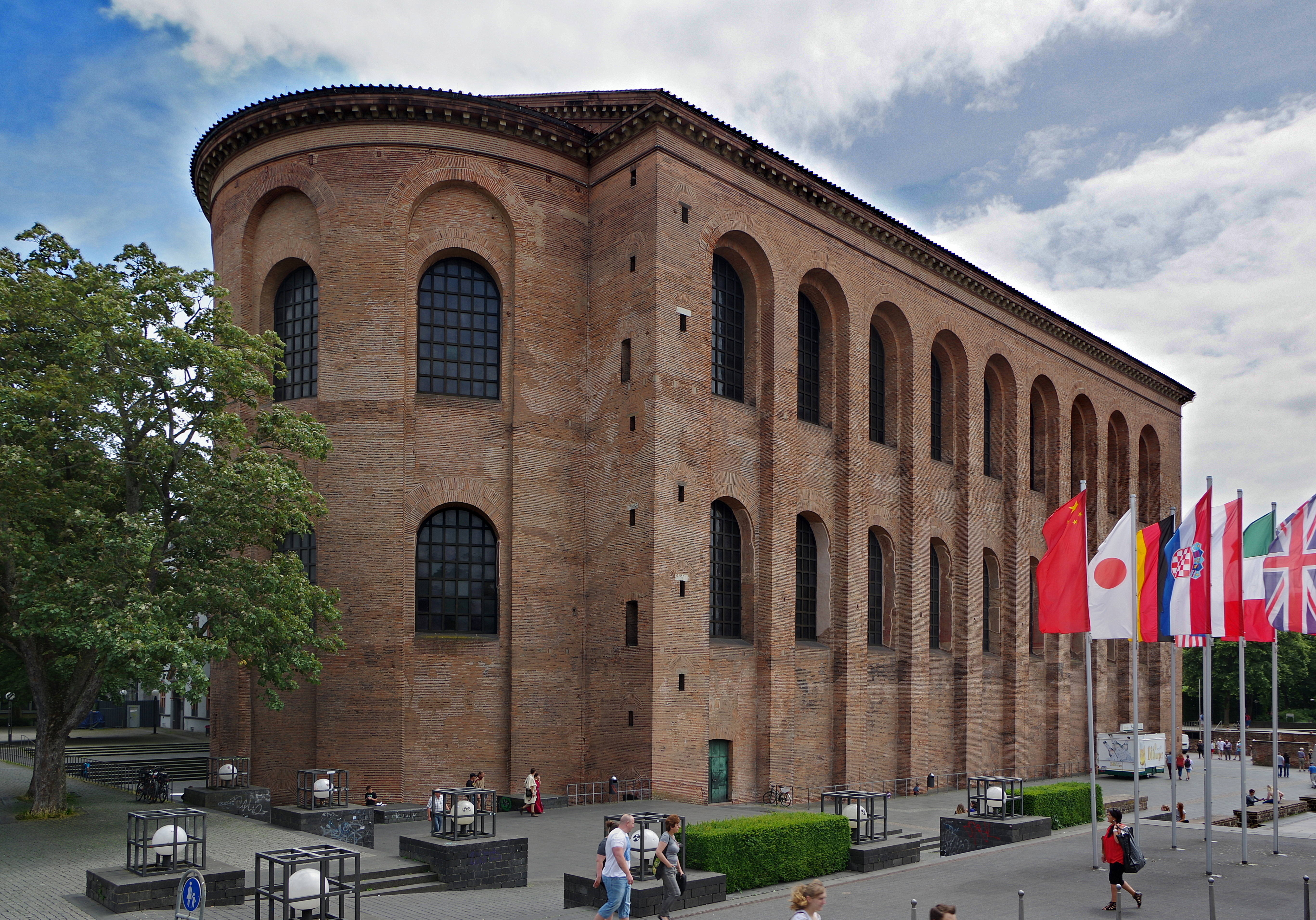
トリーア救世主福音主義教会アウラ・パラティナ(2014)

式次第の大半はルター派礼拝式文に従った形式である。

### ラインラント福音主義教会聖餐礼拝(基本礼拝式文Ⅰ)
- 鐘楼で鐘を鳴らす
- オルガン前奏曲
- 初めの歌(賛美歌)
- 礼拝開始の挨拶
司式者/父と子と聖霊のみ名によって。
会衆/アーメン。
司式者/われらの救いは主の御名にあり。
会衆/主は天と地を創造された。
司式者/主が汝らと共にいまさんことを。
会衆/御霊と共にありますように！
- 旧約聖書詩編朗読:
司式者/会衆に顔を向けて詩編日課朗読
- グロリア・パトリ(栄唱) 
司式者・会衆/父と子と聖霊に栄光あれ、はじめも今も後も、とこしえに。アーメン(歌唱)　
通常はEG Nr. 177の曲で歌う。日本では(讃美歌21)の25番に収録。
- 罪の告白
1. (ラインラント州教会讃美歌集EG Nr. 810) 
司式者/我らは神の言葉を互いに聞くために、ここに集い、
善き賜物を受けて、我らは神に向かう。
神を前にして、我らが神の御前から離れたことを認め、告白する。
それゆえ、我らにおいて憐れみを願い給う。
司式者/会衆/全能なる神よ、我らを憐れみ給え。
神は我らの罪を赦し、永遠の生命に導き給う。アーメン。
2.(ラインラント州教会讃美歌集EG Nr. 811)
司式者/我らは神の言葉を互いに聞くために、ここに集い、
祈りと賛美において神を呼び求めるため、
我らは思い、語り、行為において罪を犯したことを、神を前にして、認めます。
自分たちの能力で、我らは自由になり得ません。
それゆえ、我らはキリストに目を向け、祈ります。神は我ら罪びとに慈しみ深い。
司式者/会衆/全能なる神よ、我らを憐れみ給え。神は我らの罪を赦し、永遠の生命に導き給う。アーメン。
司式者/慈しみ深き神よ、我らを憐れみ給え。我らのために、イエス・キリストは亡くなられた。
イエス・キリストによって、神は我らを赦し、我らを彼の弟子にする。
神を信じ、洗礼を受ける者は、天国の救いを受ける。神は我らすべてにこの恵みを与え給える。
会衆/アーメン。
3.(ラインラント州教会讃美歌集EG Nr. 812)
司式者/兄弟、姉妹たちの前で、私は思い、言葉、行動において罪を犯したことを、全能なる神に告白する。
それゆえ、あなたたち兄弟姉妹たちに求め願う。我らの主である神に私の罪に関して祈ることを願う。
会衆/全能なる神は汝を憐れみ、汝の罪を赦し、汝を永遠の生命に導き給う。司式者/アーメン。
会衆/我らは思い、言葉、行動において罪を犯したことを、全能なる神に告白する。
それゆえ、我らの主である神にわたしたちについて祈るように願う
司式者 /全能の神よ。汝らを憐れみ給え。神は汝らの罪を赦し、永遠の生命に導き給う。
会衆/アーメン。
司式者 /全能なる神、情け深き神は、我らの罪を赦し給う
会衆/アーメン。
- 歎願(キリエ)
司式者/Kyrie eleison(主よ、憐れみたまえ)
会衆/主よ、憐れみたまえ。
司式者/Christe eleison(キリストよ、憐れみたまえ)
会衆/キリストよ、憐れみたまえ。
司式者/ Kyrie eleison(主よ、憐れみたまえ)
会衆/主よ、憐れみたまえ。
州教会讃美歌集EG 178,1-14、日本では讃美歌2130-35番に収録
- 賛美(グロリア) 
司式者/いと高きところに栄光、神にあれ、
会衆/地には平和、御心に適う人にあれ。
- 讃美歌/ Allein Gott in der Höh sei Ehr (EG Nr. 179, 1)、日本では(讃美歌21)37番に収録
- 主日の祈祷
司式者/主日の祈祷
会衆/アーメン。

【宣教と信仰告白】
- 聖書朗読
- 旧約聖書日課　　
司式者/会衆/旧約聖書日課朗読
- 使徒書日課　　
司式者/会衆/使徒書聖書日課朗読
司式者/これは聖書の言葉。
会衆/神に賛美と感謝！(歌唱)
- 福音書聖書日課
司式者/福音書日課朗読
司式者/我らの主、イエス・キリストの福音。
会衆/汝、キリストに賛美！(歌唱)
- ハレルヤ唱(受難節にはアーメンのみ)
会衆/ハレルヤ、ハレルヤ、ハレルヤ(歌唱・州教会讃美歌集Nr.EG 181,1-8;182) 日本では(讃美歌21)39番(1-7)に収録
あるいは：会衆/アーメン。
- 信仰告白　通常、使徒信条を用いる。
司式者/我らの信仰告白でもって、神を賛美せん。
会衆/われは天地の創造主、全能の父、神を信ず。
神のひとり子、我らの主イエス・キリストを信ず。聖霊により宿り、おとめマリアより生まれ、
ポンテオ・ピラトの下で苦しみを受け、十字架につけられ、死後葬られ、死の国に下られ、三日目に死者からよみがえり、
天に昇られ、全能の父である神の右に座したもう。そこから来られて生ける者と死にたる者を裁きたもう。
我は聖霊を信ず。聖なるキリスト教会、聖徒の結びつき、罪の赦し、死者のよみがえり、永遠のいのちを信ず。
アーメン。
- 主日説教前讃美歌
- 説教
- 賛美歌、あるいはオルガン独奏
- 告示　
司式者/教会員消息報告、教会行事報告、案内
- 席上献金
- 代願祈祷(とりなしの祈り) 

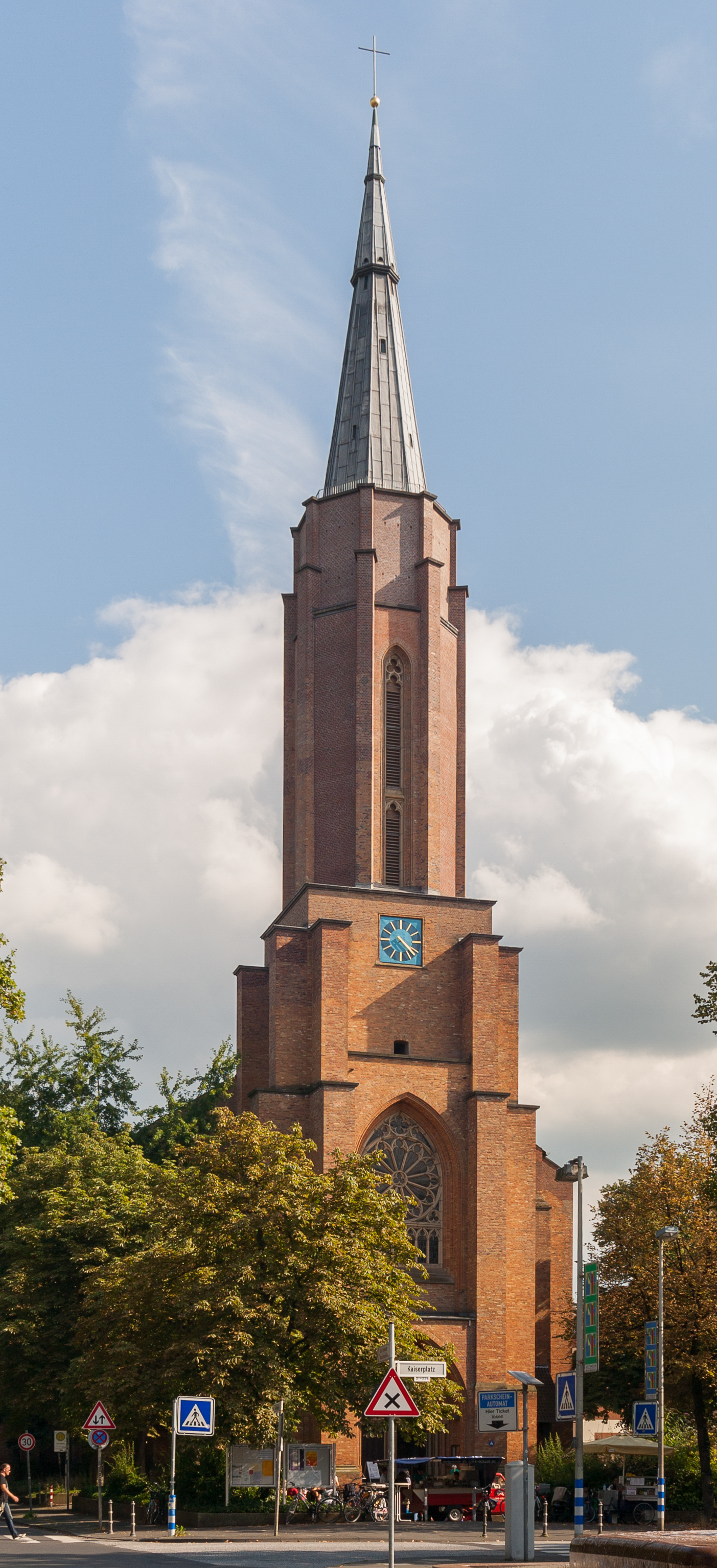
ボン・十字架教会(2013)

司式者/我らのために祈らん
司式者/代願祈祷(とりなしの祈り) 
会衆/アーメン。
聖餐式をおこなわない場合、礼拝は【派遣と祝祷】に続くことになる。

【 聖餐　】
- 大きな感謝祈祷 
司式者/主の平安が汝らと共にあらんことを
会衆/御霊も共おられるように(歌唱)
司式者/汝ら、心を高く挙げん
会衆/主に向かい心を高く挙げん。
司式者/主なる神に感謝を捧げよ
会衆/感謝はふさわしく、正しいもの(歌唱)

- サンクトゥス(歌唱)
会衆/聖なる、聖なる、聖なる万軍の主。
主の栄光は天と地に満つ。天にはホーサーナ。
主の御名によって来られる方を讃えよ。天にはホーサーナ。
州教会讃美歌集Nr.EG 185,1-5、日本では(讃美歌21)37番に収録
- 聖餐の祈祷Ⅰ/司式者/祈祷
- 聖餐制定
 司式者/私たちの主イエス・キリストは苦しみを受ける前夜、パンを取り、感謝し、これを裂き、弟子たちに与えて言われました。
「取って食べなさい、これはあなた方のための私のからだである。私の記念のためこれをおこないなさい」
 食事の後、杯を同じ様にして弟子たちに言われました。
「取って、飲みなさい。これは罪の赦しのため、あなたがたのために流す私の血における新しい契約である。
私の記念のためこれをおこないなさい」
- 聖餐制定後の応唱
 司式者/信仰の神秘
会衆/主の死を我らが宣べ伝え、主の復活を賛美せん、主が栄光に満ちて来られるまで
- 聖餐の祈祷Ⅱ/司式者/祈祷
会衆/アーメン。
- 主の祈り 
 司式者、会衆/天の父よ。
汝の名が讃えられますように。
汝の国が来ますように。
御心が天と同じくこの地においても成されることを。
我らの日々のパンを今日も与え給え。
我らに罪を犯す者たちを我らが赦すように、
我らの罪も赦し給え。
我らを試みに会わせず、悪から救い給え。
国と、力と栄光も永遠に汝のものなり。アーメン。
- 平和の祈り
 司式者/主の平和が汝らと共にあるように
会衆/主と共に平和があるように。
会衆/隣席の者と挨拶や握手をおこなう。
- アグヌス・デイ(神の子羊) 
会衆(歌唱)/世の罪を取り除く神の子羊、キリストよ。我らを憐れみ給え。
世の罪を取り除く神の子羊、キリストよ。我らを憐れみ給え。
世の罪を取り除く神の子羊、キリストよ。平和を与え給え。アーメン。
州教会讃美歌集Nr.EG 190,1-2、日本では(讃美歌21)86、87番に収録
- 配餐
イエス・キリストの体であるパン(Hostie-聖餅、ホスチア)とイエス・キリストの血である葡萄酒が陪餐者に祭壇前で与えられる。
- 配餐のことば
 牧師/汝のために与えられたキリストのからだ。
会衆/アーメン。
 牧師/汝のために流されたキリストの血。
会衆/アーメン。
- 感謝歌唱
司式者/ 主に感謝せよ、主は慈しみ深い。
会衆/主の恵みは永久に絶えることが無い、ハレルヤ 
司式者/聖餐感謝祈祷
会衆/アーメン。

【派遣と祝祷】
- 主の祈り (聖餐式がなかった場合)
- 感謝の賛美歌
- 派遣の言葉
司式者/牧師/主の平安のうちに行きましょう！
会衆/神に賛美と感謝。
- 祝祷
司式者/牧師/主があなたを祝福し、あなたを守られるように。
主が御顔をあなたに向けて、あなたを照らして、あなたに恵みを与えられるように。
主があなたに御顔を上げられ、平安を賜りますように！
会衆/アーメン
- オルガン後奏

## 讃美歌集
ラインラントの福音主義教会では数世紀の間、以下の讃美歌集を使用してきた。
- Gesangbüchlein Geistlicher Psalme[n] (Bonner Gesangbuch), 1544/1545 und weitere Auflagen.
  - Gsangbüchlein Geistlicher Psalmen, Hymnen, lieder und gebet, Durch etliche diener der Kirchen zu Boñ fleissig zusamẽ getragen vnd in geschickte ordnũg sehr schön gestelt zu übung vnd brauch der Christlicher gemeine. Auffs new gemehret …, o. O. [Wittenberg] 1561 (Digitalisat der Bayerischen Staatsbibliothek München)
  - (überarbeitet vom kurpfälzischen Hofprediger Jacob Heilbronner) Essendisches Gesang-Buch. Johann Zeisse, Essen 1614
- Singende und Klingende Berge, das ist: Bergisches Gesang-Buch, zusammengestellt von Franz Vogt. 1697.
  - Singende und klingende Berge, Das ist: Bergisches Gesang-Buch, Bestehend in 630 … Psalmen und geistlichen lieblichen Liedern. Für die evangelische ohnv[eränderte] Augspurgische Confession zugethane Gemeinden derer Hertzogthümern Jülich und Berg … nebst einem kurzen Gebeth-Büchlein. Peter Abraham Proper, Mülheim am Rhein 1768 (Digitalisat der Universitäts- und Landesbibliothek Düsseldorf)
- Der singenden und klingenden Berge anderer Theil … Anhang zu dem Bergischen Gesang=Buch  nach der Ordnung des ersten Theils. Proper Erben, Mülheim am Rhein, 1762 (Digitalisat der Universitäts- und Landesbibliothek Münster)
  - Singende und klingende Berge, Das ist: Bergisches Gesang-Buch. Bestehend in zweyen Haupt-Theilen darinnen 878 … Lieder enthalten. Proper Erben, Mülheim am Rhein, 1768  (Digitalisat der Universitäts- und Landesbibliothek Münster)
- Evangelisches Gesang-Buch; herausgegeben nach den Beschlüssen der Synoden von Jülich, Cleve, Berg und von der Grafschaft Mark. Elberfeld, 1834.
  - Ausgabe Lucas, Elberfeld o. J. (ca. 1870) (Digitalisat der Universitäts- und Landesbibliothek Münster)
- Evangelisches Gesangbuch für Rheinland und Westfalen. Dortmund, 1883.
- Evangelisches Gesangbuch für Rheinland und Westfalen mit dem Stammteil „Lieder des Deutschen Evangelischen Gesangbuches nach den Beschlüssen des Deutschen Evang. Kirchenausschusses“, Dortmund, 1929.
- Evangelisches Kirchengesangbuch, Ausgabe für die Landeskirchen Rheinland, Westfalen und Lippe; Bielefeld u. a., 1969.
- Evangelisches Gesangbuch, Ausgabe für die Evangelische Kirche im Rheinland, die Evangelische Kirche von Westfalen, die Lippische Landeskirche, in Gemeinschaft mit der Evangelisch-reformierten Kirche (Synode evangelisch-reformierter Kirchen in Bayern und Nordwestdeutschland), in Gebrauch auch in den evangelischen Kirchen im Großherzogtum Luxemburg; Gütersloh/Bielefeld/Neukirchen-Vluyn, 1996.

## 関連人物
- ハンネローレ・クラフト - ドイツ社会民主党（SPD）の政治家でノルトライン＝ヴェストファーレン州首相(2010年7月より2017年6月)。ローマ・カトリック教会の信徒だったが、途中からラインラント福音主義教会に改宗した。
- ギド・ヴェスターヴェレ -自由民主党（FDP）党首、ラインラント福音主義教会の信徒であった。同性愛者であることをカミングアウトした。2014年から闘病生活を送っていたが、2016年に死去。